# Plaque d'immatriculation allemande
La plaque d'immatriculation allemande est un dispositif permettant l'identification des véhicules du parc automobile allemand.

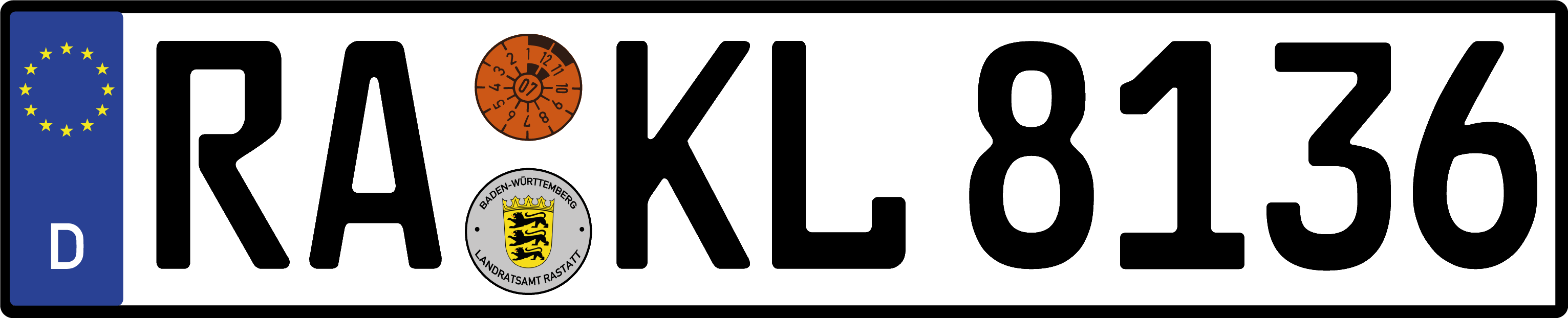
Plaque d'immatriculation arrière de l'arrondissement de Rastatt en Bade-Wurtemberg.

Carte des identifiants territoriaux des plaques d'immatriculation allemandes. En bleu, les anciens identifiants qui peuvent à nouveau être utilisés, en rouge ceux qui ne le peuvent pas.

## Historique
En Allemagne, quelques autorités locales ont commencé entre 1870 et 1890 à imposer des plaques d'immatriculation aux bicyclettes afin de réduire le nombre de délits de fuite. Ces plaques étaient émises localement et se distinguaient entre elles par leur couleur. En 1896, la première plaque minéralogique fut attribuée à une automobile dans le Pays de Bade. Dix ans plus tard, le 1er octobre 1906, le premier règlement concernant l'immatriculation des véhicules fut publié dans l'Empire allemand. Ce règlement, entrant en vigueur le 1er octobre 1907, prévoyait l'attribution d'une vignette à 10 115 voitures, 15 954 motos et 957 poids-lourds.

La première immatriculation allemande commençait par un chiffre romain pour désigner le territoire : I pour la Prusse, II pour la Bavière, III pour le Wurtemberg, etc. Après le chiffre romain, une lettre désignait la circonscription administrative (district ou province) : I A pour Berlin, II B pour le district de Haute-Bavière, etc. Les villes libres n'avaient pas de chiffre romain, n'étant pas incorporées au sein d'un territoire. Elles étaient donc désignées par une ou plusieurs lettres : B pour Brunswick, HH pour Hambourg, etc. Au contraire, dans le Royaume de Saxe, l'immatriculation ne débutait que par un chiffre romain, sans être suivie d'une lettre.

Ce système perdura jusqu'à la chute du IIIe Reich.
Après la Seconde Guerre mondiale, l'Allemagne étant occupée par la France, le Royaume-Uni, l'URSS et les États-Unis, les plaques d'immatriculation prirent des couleurs différentes selon la zone d'occupation :
- Lettrage noir sur fond rouge pour le secteur français,
- Lettrage noir sur fond bleu pour le secteur britannique,
- Lettrage noir sur fond blanc pour le secteur soviétique,
- Lettrage noir sur fond orange pour le secteur américain.

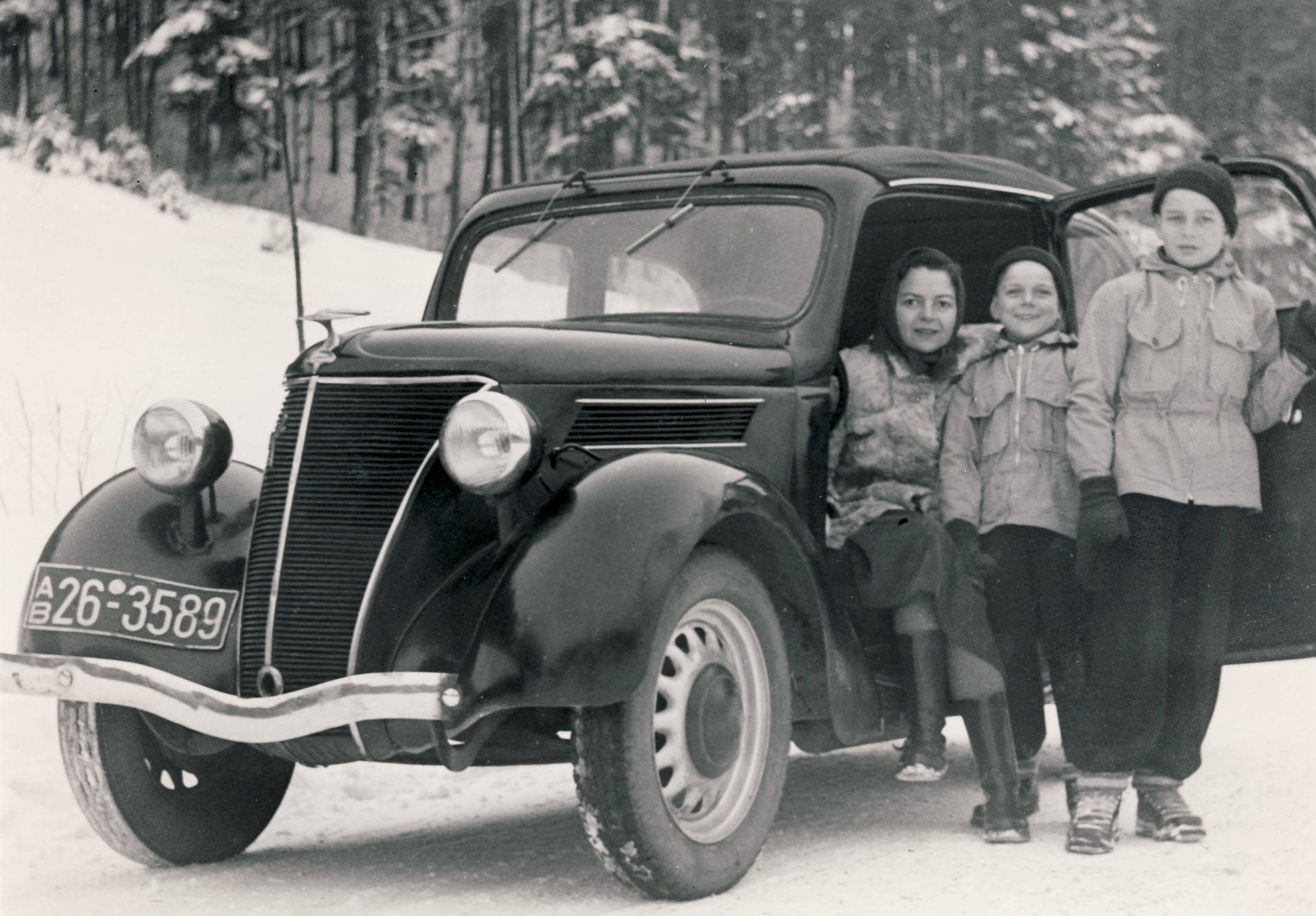
Une Ford Eifel avec la plaque "AB" (Bavière), en 1952

En 1947, les Alliés prirent la décision de mettre en place un système unifié de plaques d'immatriculation. Entré en vigueur en 1949, ce règlement établissait que toutes les plaques présenteraient un lettrage blanc sur un fond noir. La distinction géographique des véhicules se faisait par le biais de deux lettres disposées l'une au-dessus de l'autre au début de la plaque.

Ces plaques furent en service jusqu'à la séparation effective de l'Allemagne en deux États, chacun ayant son propre système de plaques minéralogiques.
En septembre 1949, l'« administration pour la circulation des biens économiques » prévint les Länder que le système de plaques d'immatriculation alors en vigueur n'était pas adapté à la croissance du nombre de véhicules motorisés. En 1953, la RDA introduisit donc son propre système, dans lequel les plaques étaient blanches avec un liseré noir. Trois ans plus tard, le « règlement sur le changement des documents concernant le droit de circuler », publié le 14 mars 1956, établit le système de plaques minéralogiques de la RFA et de Berlin-Ouest.

## Développement depuis 1956

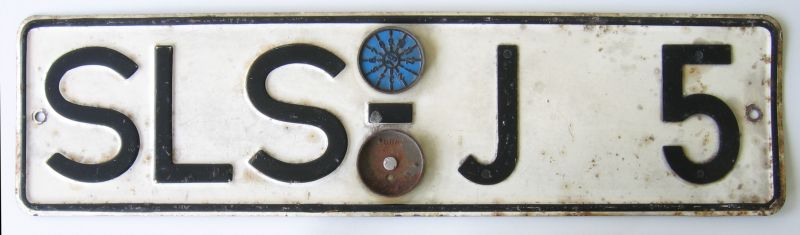
Plaque d'immatriculation de l'arrondissement de Sarrelouis du début des années 1960

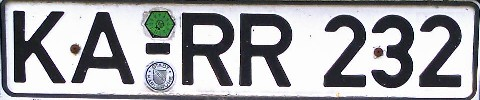
Ancienne plaque avant, dite plaque DIN, de l'arrondissement de Karlsruhe

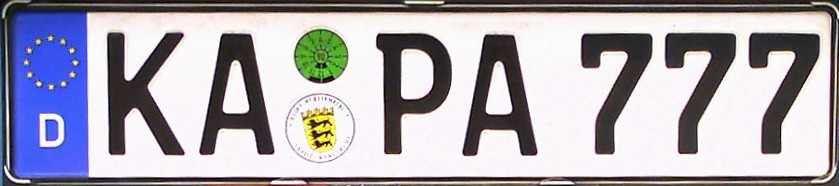
Plaque arrière au format actuel (plaque Euro)

Le système actuel a été mis en place en RFA le 1er juillet 1956. Après la réunification de 1990, et avec un peu de retard, le système a été étendu aux anciens Länder d'Allemagne de l'Est le 1er janvier 1991. La conception et le placement sur les véhicules des plaques d'immatriculation sont réglementés par le paragraphe 10 du Règlement allemand sur l'immatriculation des véhicules (FZV).
L'ancien système, datant de 1956, était appelé « police DIN », du nom de l'Institut allemand de normalisation (Deutsches Institut für Normung), qui fixa la norme DIN 1451 pour la police de caractères en 1949.
Le nouveau système est appelé « plaque EURO » car, comme son nom l'indique, le drapeau européen surmontant la lettre "D" (pour Deutschland) figure dans un bandeau bleu sur la partie gauche de la plaque d'immatriculation. Ce format est commun à tous les pays de l'Union européenne. Sur ces nouvelles plaques, la police de caractères a été remplacée par la police FE afin d'empêcher la circulation de plaques modifiées ou contrefaites. 
Grâce à cette nouvelle police, les lettres B, F,G, I, O et Q ont été introduites dans les nouvelles immatriculations car elles ne faisaient plus l'objet de confusions (exemple : entre le O et le 0, entre le 1 et le I). Le nombre de combinaisons de caractères a ainsi augmenté significativement.

La plaque EURO a d'abord été mise en place à Berlin et dans le Brandebourg en 1994, avant d'être généralisée à tout le pays. Les premières plaques de ce type arboraient encore un tiret séparant les sceaux. Depuis le 1er novembre 2000, seules ces nouvelles plaques sont délivrées et le tiret a disparu par manque de place pour les nouveaux sceaux.
Ces deux formats ont en commun la police noire sur fond blanc et la bordure noire autour de la plaque.
Le 29 septembre 1989, des plaques d'immatriculation réfléchissantes ont été introduites pour les nouveaux véhicules et pour ceux ayant des plaques endommagées. Elles existaient sur le marché depuis 1967 mais n'étaient utilisées que par 15 % de conducteurs volontaires. Seuls les véhicules tactiques de la Bundeswehr font exception à cette règle, pour des questions de sécurité.
Lorsque des plaques ne sont plus valables, le numéro d'immatriculation est réattribué. Le système d'immatriculation est donc pérenne.

## Constitution des plaques
Les plaques actuelles sont des plaques dites « EURO ». Elles sont divisées en 4 parties (de gauche à droite) :
- le bandeau européen bleu avec le drapeau de l'Union et le D, abréviation du pays.
- l'identifiant territorial (das Unterscheidungszeichen), composé de 1 à 3 lettres (exemple : B pour Berlin, DA pour Darmstadt, BAD pour Baden-Baden, M pour Munich) ;
- des vignettes : sur la plaque avant, le sceau officiel de l'administration (das Dienstsiegel) et le contrôle anti-pollution (die Abgasuntersuchung) (supprimé depuis 2012); sur la plaque arrière, le sceau officiel et le contrôle technique (die Hauptuntersuchung) ;
- le numéro d'identification (die Erkennungsnummer) constitué d'une ou deux lettres suivies de 1 à 4 chiffres.

Une plaque normale contient au maximum 8 caractères et une plaque d'immatriculation saisonnière en contient au maximum 7. Sur les plaques à deux lignes (sur les motos ou sur certains véhicules à l'arrière), il y a 7 caractères au maximum, faute de place.

### L'identifiant territorial
L'identifiant territorial, composé d'une, de deux ou de trois lettres, correspond à l'arrondissement ou à la ville arrondissement d'immatriculation du véhicule. Plus la ville est grande, moins il y a de lettres, exception faite des villes de la Hanse comme Hambourg, 2e plus grande ville d'Allemagne, dont l'identifiant territorial est HH. L'identifiant territorial comprend les trémas.

Exemples :
- K pour Köln, la ville de Cologne (Rhénanie-du-Nord-Westphalie) ;
- KO pour Koblenz, la ville de Coblence (Rhénanie-Palatinat) ;
- PLÖ pour l'arrondissement de Plön (Schleswig-Holstein).

Avant même la modification du règlement sur l'immatriculation des véhicules, qui, depuis le 1er novembre 2012, permet d'avoir plusieurs identifiants territoriaux pour un seul et même arrondissement, il existait déjà un certain nombre de particularités dans la répartition de ces identifiants.

Par exemple, la municipalité de Büsingen am Hochrhein a pour identifiant territorial BÜS alors qu'elle fait partie de l'arrondissement de Constance (KN). Comme la ville est enclavée en territoire suisse, elle a son propre identifiant territorial depuis le 1er janvier 1968, afin de faciliter les contrôles aux frontières.

Un autre exemple est le Land de Brême qui est le plus petit des seize Länder allemands, et le seul constitué de deux zones sans continuité territoriale ayant le même identifiant HB : la ville de Brême et celle de Bremerhaven. Il est toutefois possible de les différencier car les numéros d'immatriculation de Bremerhaven sont du type  HB - A 1234. Les numéros d'identification sont tous du groupe « d » : 1 lettre et 4 chiffres (cf. ci-dessous).
Les véhicules des administrations fédérale ou régionales ont des identifiants territoriaux qui leur sont propres :
- THW pour la Technisches Hilfswerk ;
- BP pour la Police fédérale (Bundespolizei) ;
- Y pour la Bundeswehr ;
- BWL pour le Gouvernement, le Parlement et la police du Land du Bade-Wurtemberg (Baden-Württembergische Landesregierung, Landtag und Polizei) ;
- etc.

Certaines abréviations sont utilisées pour désigner en même temps la ville arrondissement (Stadtkreis ou kreisfreie Stadt) et l'arrondissement (Kreis ou Landkreis). Ainsi, par exemple, BT désigne la ville-arrondissement de Bayreuth et l'arrondissement de Bayreuth.
Le ministère fédéral des Transports, de la Construction et du Développement Urbain est chargé de la création ou de la suppression de ces identifiants territoriaux, ceux-ci ne devant pas être indécents.
Lors d'un déménagement vers un autre arrondissement, les plaques d'immatriculation devaient être changées. Depuis le 1er janvier 2015, il est possible de garder son numéro d'immatriculation.

### Les vignettes
Sur les plaques d'immatriculation DIN, l'identifiant territorial et le numéro d'identification sont séparés par un trait d'union « - ». Sur les nouvelles plaques EURO, il n'y a plus de trait d'union car la taille du sceau officiel a été agrandie et il n'y avait plus assez de place.
Toutefois, les premières plaques EURO à Berlin, en Brandebourg et en Saxe portaient encore ces traits d'union.

#### Contrôle technique

Vignette du contrôle technique valable jusqu'en décembre 2007 inclus

La vignette ronde figurant sur la plaque d'immatriculation arrière correspond au contrôle technique. Elle est également appelée autocollant TÜV, du nom de l'organisme de certification. Cette vignette est en aluminium et autocollante. Elle est sécurisée et ne peut pas être décollée d'une plaque pour être recollée sur une autre sans que cela se remarque. Un système plus récent permet de clipser la vignette dans un support en aluminium riveté sur la plaque d'immatriculation.

Chaque année, les vignettes ont une couleur différente (cf. ci-dessous).
Les voitures particulières, les véhicules utilitaires jusqu'à 3,5 tonnes et les motos doivent être présentées au contrôle technique tous les deux ans (trois ans après la première immatriculation). Pour les poids-lourds et les transports collectifs (bus et taxis), cette visite a lieu annuellement. Cette visite technique s'effectue dans n'importe quel garage, qui, généralement une fois par semaine, fait ce genre de visites. L'attestation qui est remise au propriétaire est ensuite présentée à l'administration qui délivre la vignette.

#### Anti-pollution

Vignette hexagonale anti-pollution valable jusqu'en décembre 2007 inclus

De 1985 à 2009, des vignettes hexagonales étaient délivrées à la suite du contrôle anti-pollution et étaient apposées sur la plaque d'immatriculation avant. Elles adoptaient le même code couleur que les vignettes du contrôle technique et, dans certains districts, étaient également en plastique rigide.

Depuis le 1er janvier 2000, le numéro d'immatriculation n'est délivrée par l'administration que si le contrôle anti-pollution est conforme. De fait, ces vignettes ont disparu fin 2012, au fur et à mesure du renouvellement des plaques.

#### Couleur des vignettes, validité
L'apparence des vignettes est restée pratiquement la même depuis leur introduction en 1960. Jusqu'en 1973, il existait quatre couleurs différentes qui alternaient chaque année. En 1974, ce nombre est passé à 6 couleurs. Ces différences de couleurs garantissent que les plaques qui ne sont plus valables sont immédiatement visibles par les forces de l'ordre.

L'année de délivrance, à deux chiffres, se trouve dans un cercle, au centre de la vignette : 07 pour l'année 2007. Les mois se situent autour, de 1 à 12.

En 1975, des segments noirs ont été dessinés sur les vignettes, de part et d'autre du 12 correspondant au mois de décembre, ceci dans le but de faciliter leur lecture. Mais dans le même temps, les mois étaient inscrits dans le sens des aiguilles d'une montre ce qui, paradoxalement, compliquait cette lecture. À partir de 1983, le sens a été inversé de sorte que les mois se lisent de la droite vers la gauche : le mois de fin de validité se trouve toujours en-haut de la vignette et celle-ci doit être lue un peu comme une horloge. Par exemple, si la limite de validité est en septembre, le « 9 » se trouve en haut, à l'emplacement du « 12 » d'une horloge. Le segment noir, quant à lui, se trouvera au « 9 » de l'horloge.

##### Jusqu'en 1973
| Blanc | 1961 | 1965 | 1969 | 1973 |
| Vert  | 1962 | 1966 | 1970 |      |
| Jaune | 1963 | 1967 | 1971 |      |
| Bleu  | 1964 | 1968 | 1972 |      |

##### Depuis 1974

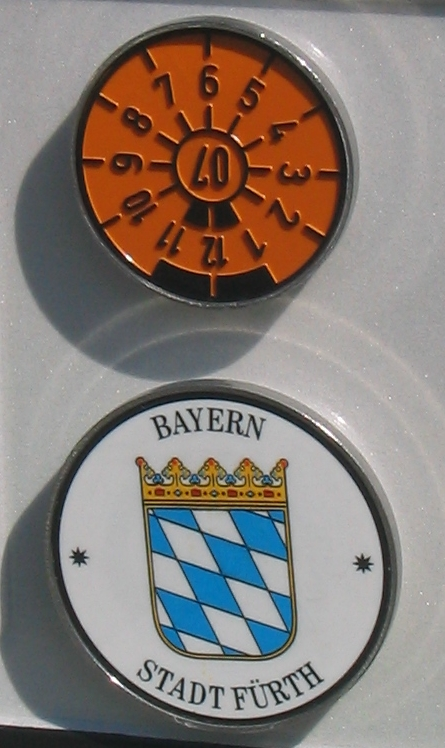
Vignette rigide du contrôle technique clipsée dans un support riveté sur la plaque d'immatriculation et sceau officiel de la ville de Fürth en Bavière

| Couleur | Année | Année | Année | Année | Année | Année | Année | Année | Année |
| ------- | ----- | ----- | ----- | ----- | ----- | ----- | ----- | ----- | ----- |
| Brun    | 1974  | 1980  | 1986  | 1992  | 1998  | 2004  | 2010  | 2016  | 2022  |
| Rose    | 1975  | 1981  | 1987  | 1993  | 1999  | 2005  | 2011  | 2017  | 2023  |
| Vert    | 1976  | 1982  | 1988  | 1994  | 2000  | 2006  | 2012  | 2018  | 2024  |
| Orange  | 1979  | 1983  | 1989  | 1995  | 2001  | 2007  | 2013  | 2019  | 2025  |
| Bleu    | 1978  | 1984  | 1990  | 1996  | 2002  | 2008  | 2014  | 2020  | 2026  |
| Jaune   | 1977  | 1985  | 1991  | 1997  | 2003  | 2009  | 2015  | 2021  | 2027  |

### Le sceau officiel
Entre l'identifiant territorial et le numéro d'identification, sous le trait d'union qui figurait sur les anciennes plaques d'immatriculation DIN, se trouve le sceau officiel de l'autorité émettrice des plaques. Il s'agit de la ville ou de l'arrondissement dans lequel le véhicule a été immatriculé.

Au moment de l'introduction des plaques EURO en remplacement des plaques DIN, les sceaux ont été agrandis, ont pris des couleurs et arborent désormais les armoiries de l’arrondissement correspondant.
Il n'y a pas, comme en France, d'attestation d'assurance à apposer sur le pare-brise du véhicule. La présence de ce sceau sur la plaque d'immatriculation atteste que le véhicule est assuré. Si tel n'est pas le cas, le sceau est retiré de la plaque ou détruit et le véhicule n'a plus le droit de circuler.

Concrètement, un automobiliste qui veut faire immatriculer son véhicule se rend à la « préfecture » avec la carte grise, un numéro d'identification de l'assurance, attestant que son auto est assurée, et le contrôle technique valable. Il reçoit alors un ticket sur lequel figure le numéro d'immatriculation qui lui a été attribué. Avec cela, il va se faire fabriquer des plaques d'immatriculation dans un commerce, généralement situé non loin de là. L'automobiliste retourne ensuite à la « préfecture » où les sceaux officiels et la vignette du contrôle technique sont apposés sur les plaques.
Les sceaux sont fixés de plusieurs façons :
- collés sur la plaque d'immatriculation lorsqu'ils sont en plastique dur ou en aluminium ;
- clipsés dans un support rigide, lui-même riveté à la plaque d'immatriculation, lorsqu'ils sont en aluminium ;
- certains administrations permettent au propriétaire du véhicule de choisir.

Les sceaux officiels clipsés dans un support, comme les vignettes, sont rares car ils risquent de tomber hors du support.
Ils ont 45 mm de diamètre et sont issus de plusieurs fabricants. Après l'introduction des premiers exemplaires de la plaque EURO en 1994, la quasi-totalité des sceaux étaient fabriqués par la société SecuRasta basée à Munich. Près de dix ans plus tard, l'entreprise Trautwein, de Herne, présenta un sceau réfléchissant argenté nommé Sicotra dont la marque apparaît en filigrane à la lumière. Sur le même principe, SecuRasta fabriqua à son tour un sceau SecuRasta Light. Vers 2007 apparaît un 3e type de sceau appelé SecuRasta Perfect.

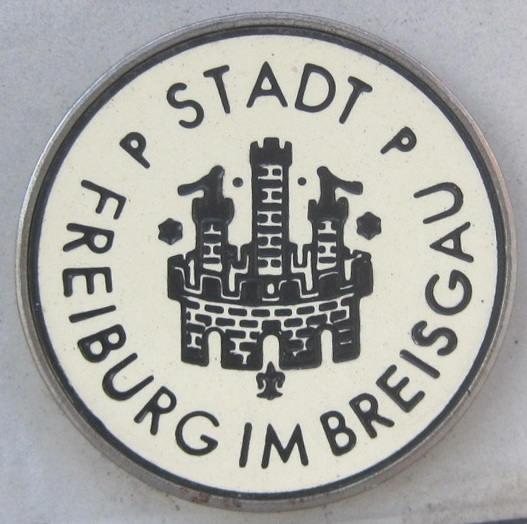
Ancien sceau rigide de Fribourg-en-Brisgau
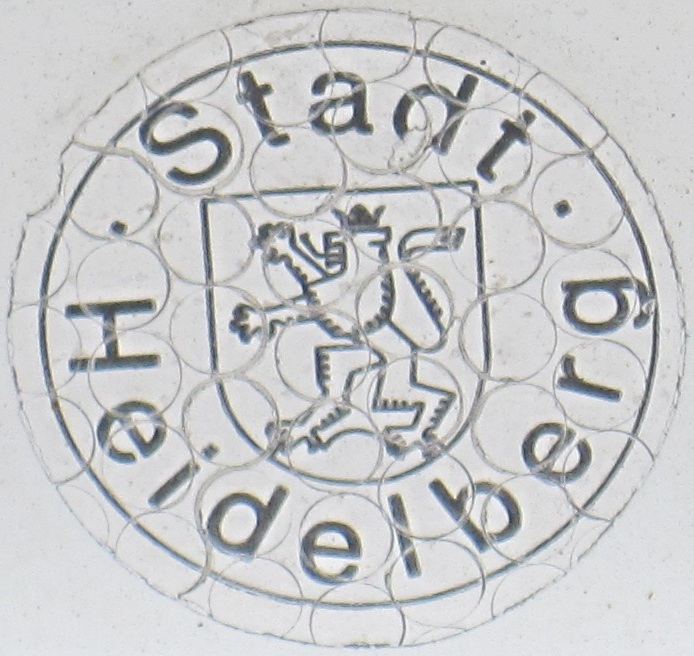
Ancien sceau estampillé avec fond blanc
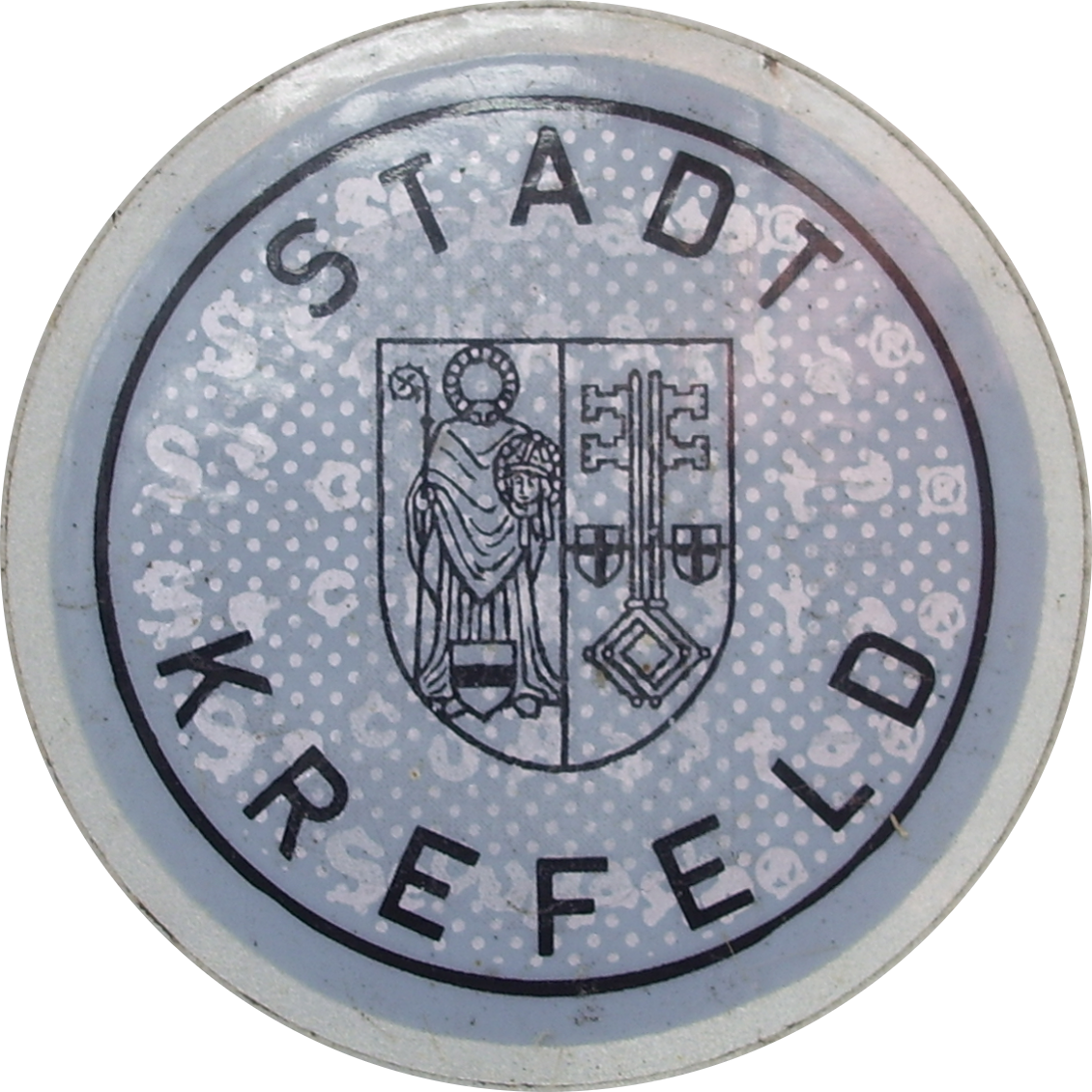
Ancien sceau à fond gris avec le lettrage « SecuRasta »
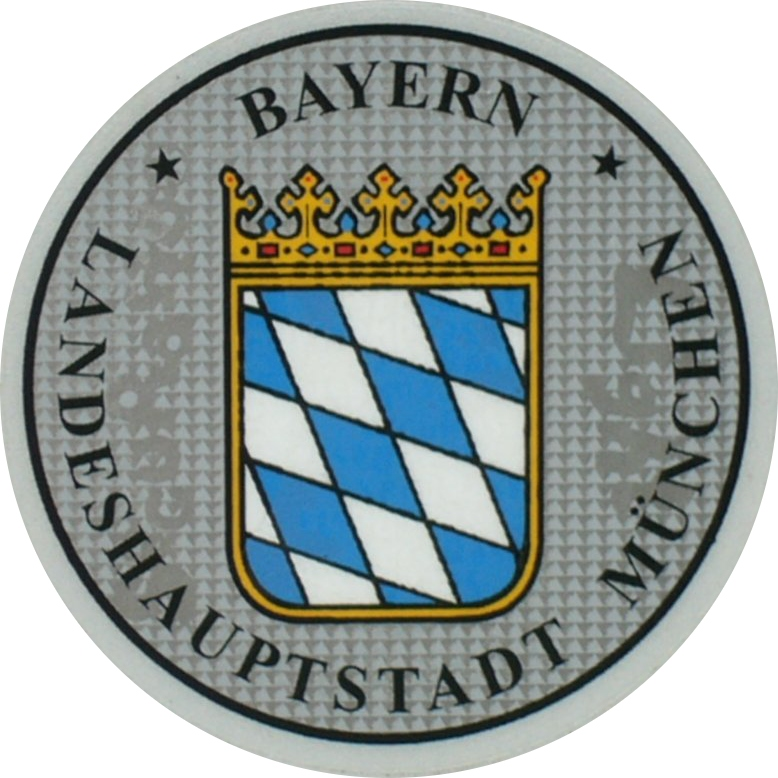
Sceau actuel du Land de Bavière avec les armoiries bavaroises
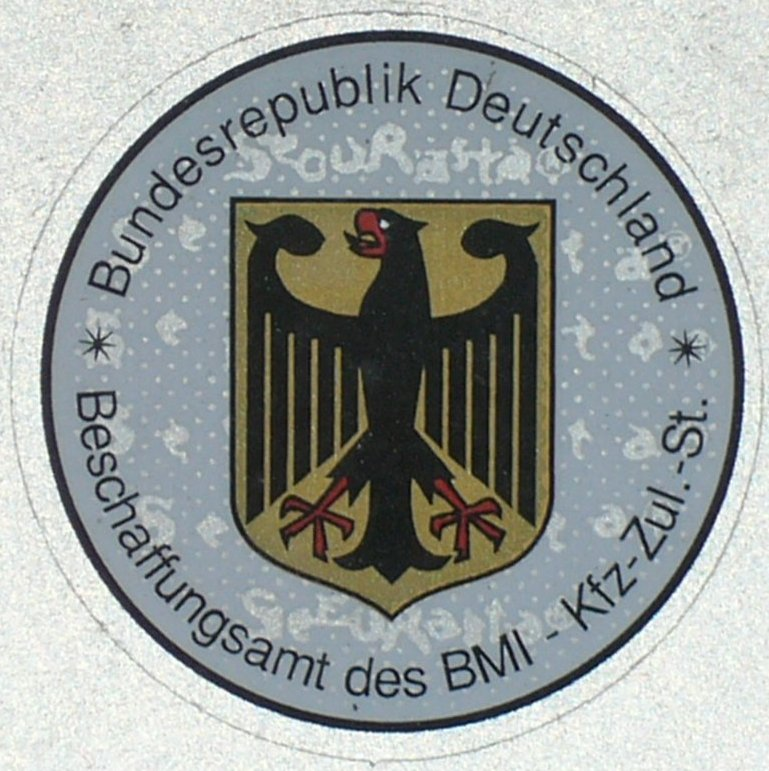
Sceau du ministère fédéral de l'Intérieur, par exemple pour les véhicules de la THW
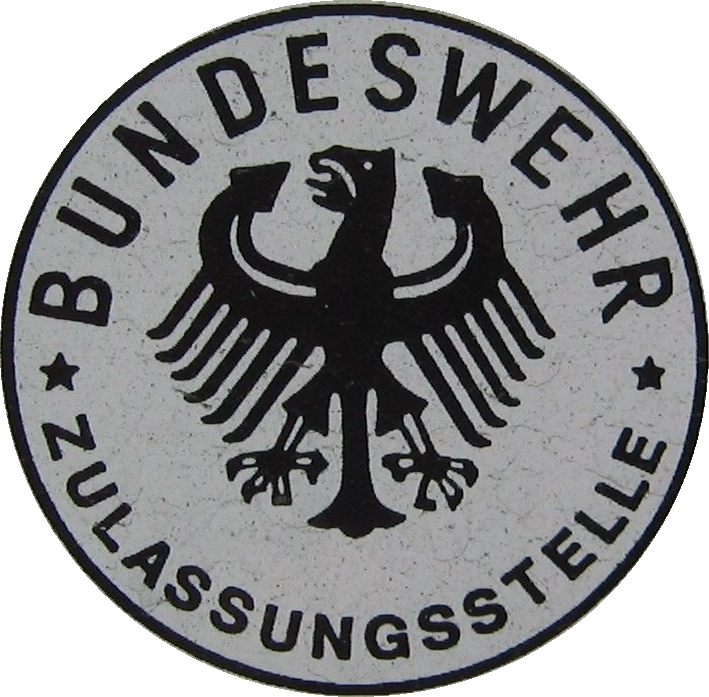
Sceau de l'armée allemande (non réfléchissant)
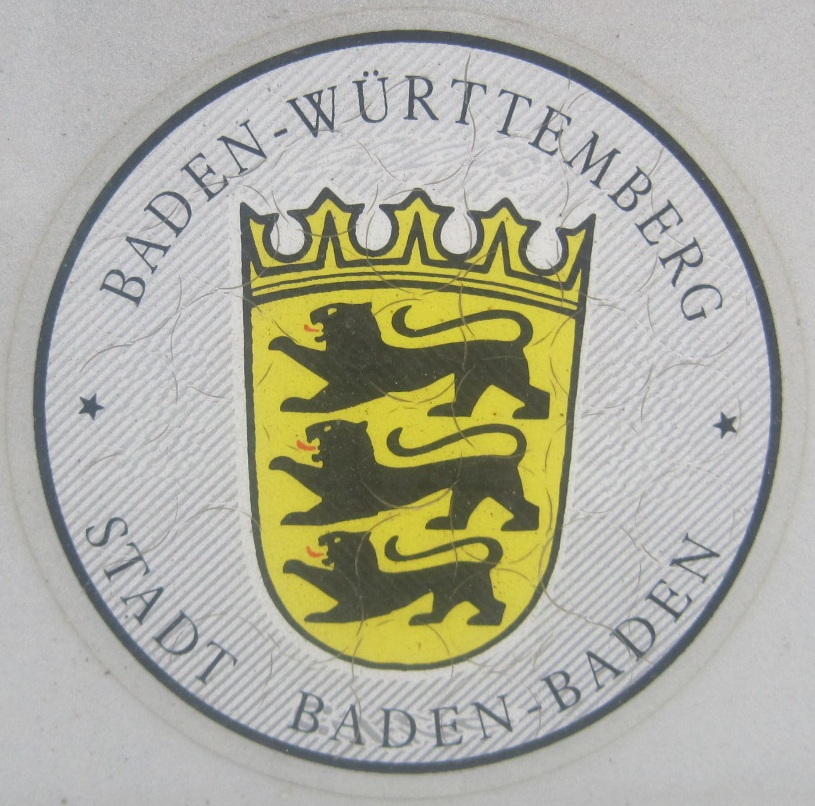
Sceau Coloco
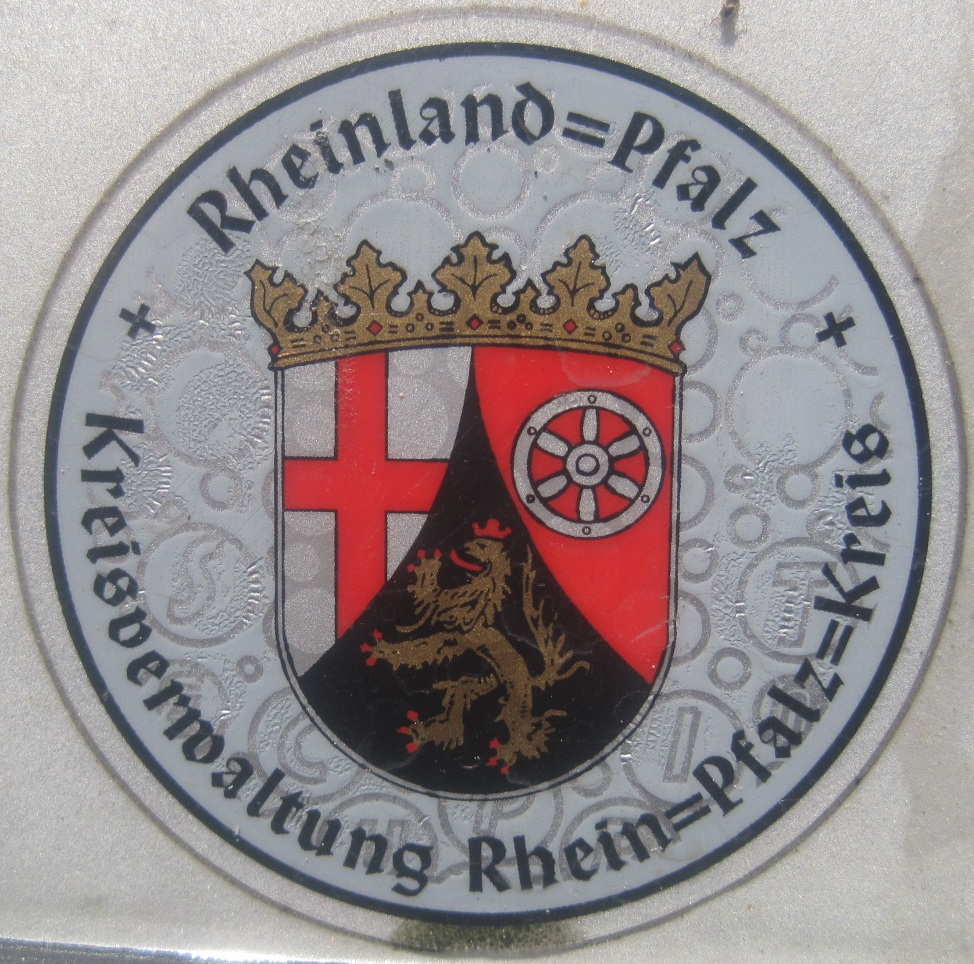
sceau SecuPrint
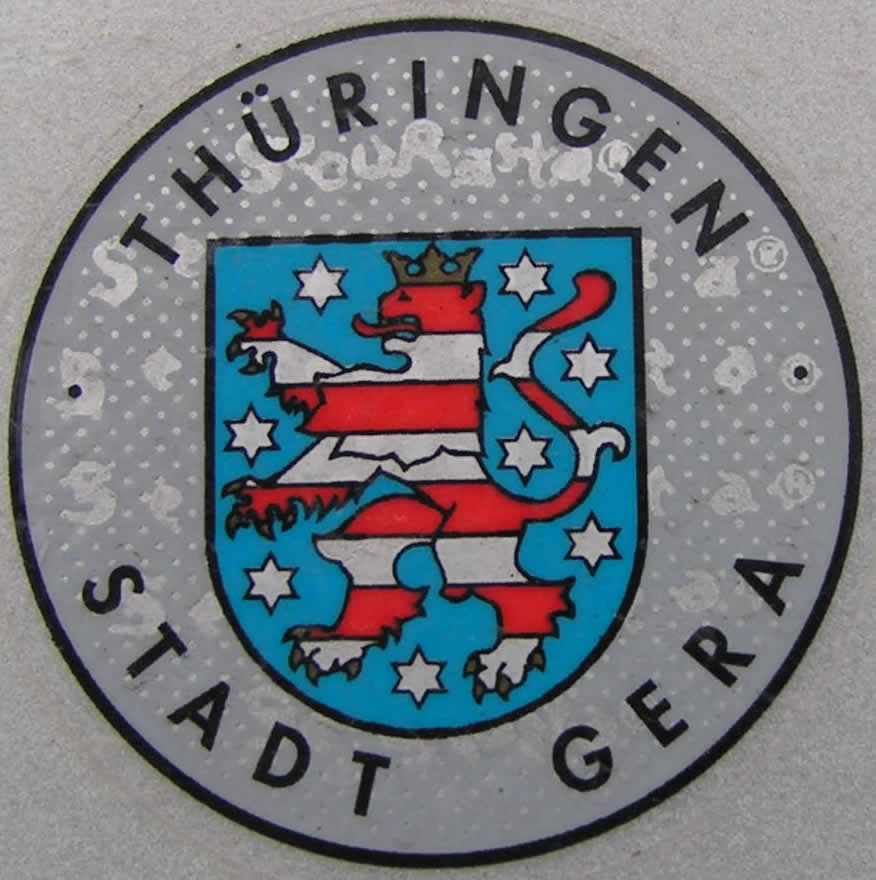
Sceau SecuRasta
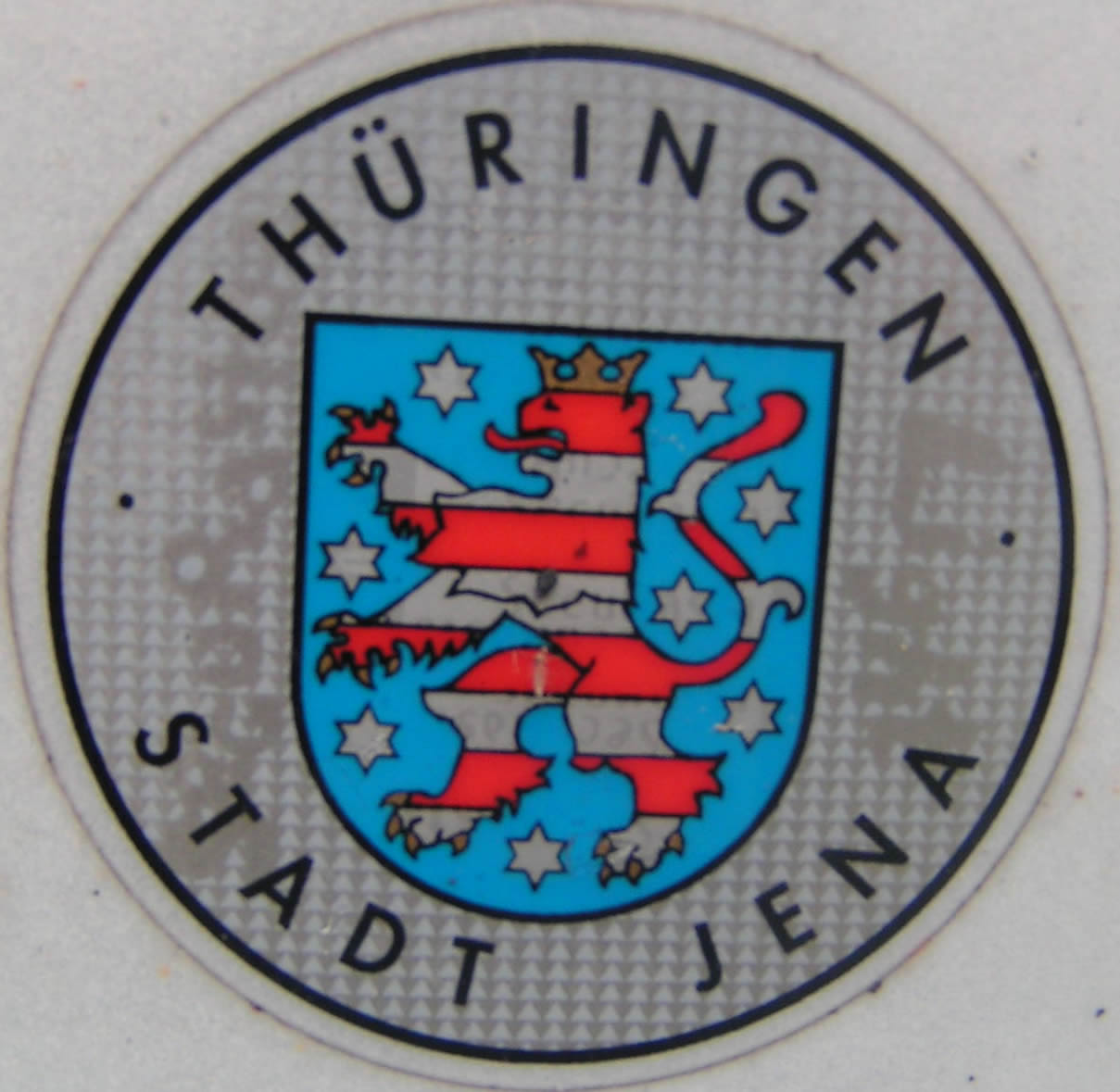
Sceau SecuRasta Light
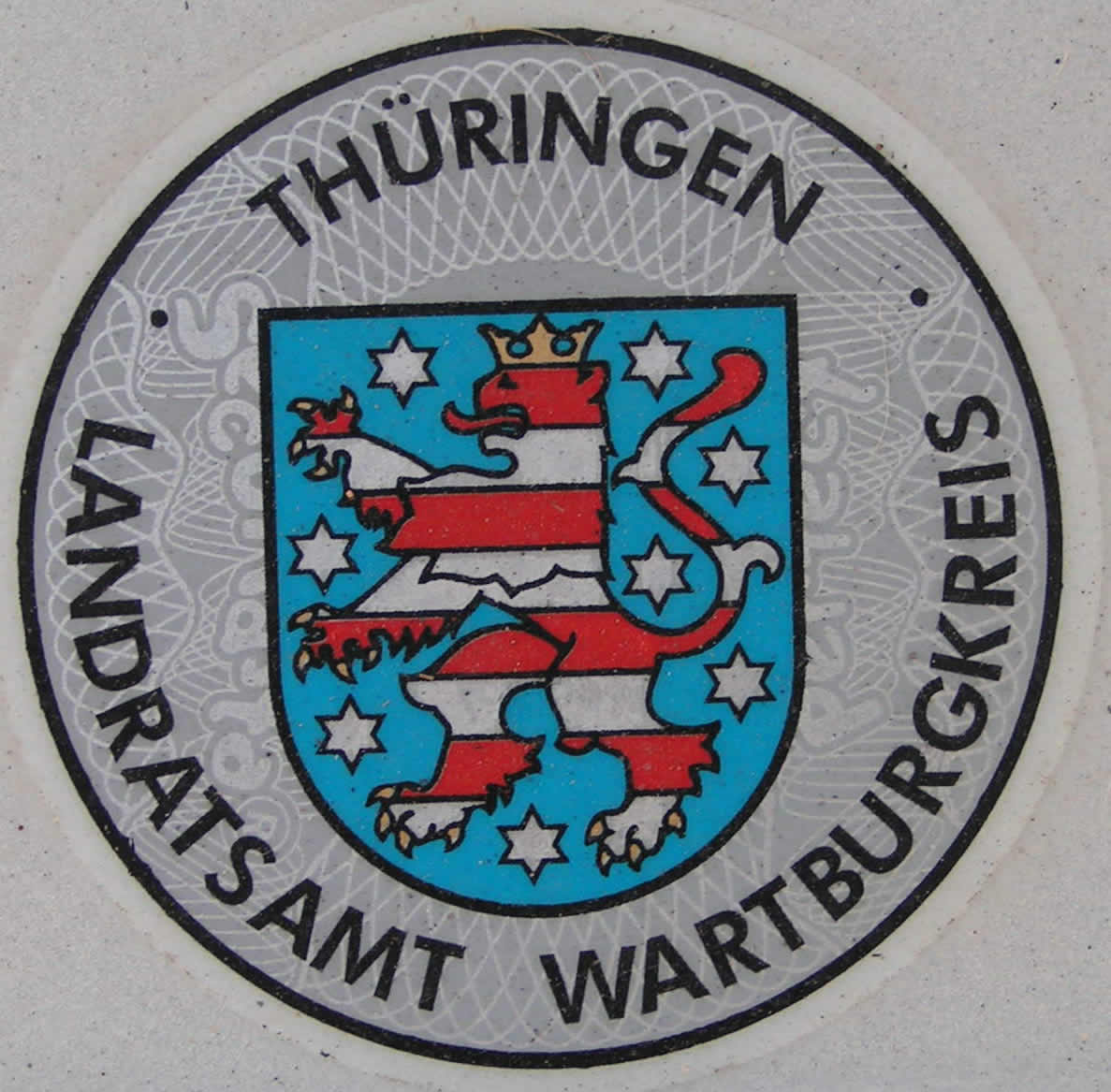
Sceau SecuRasta Perfect
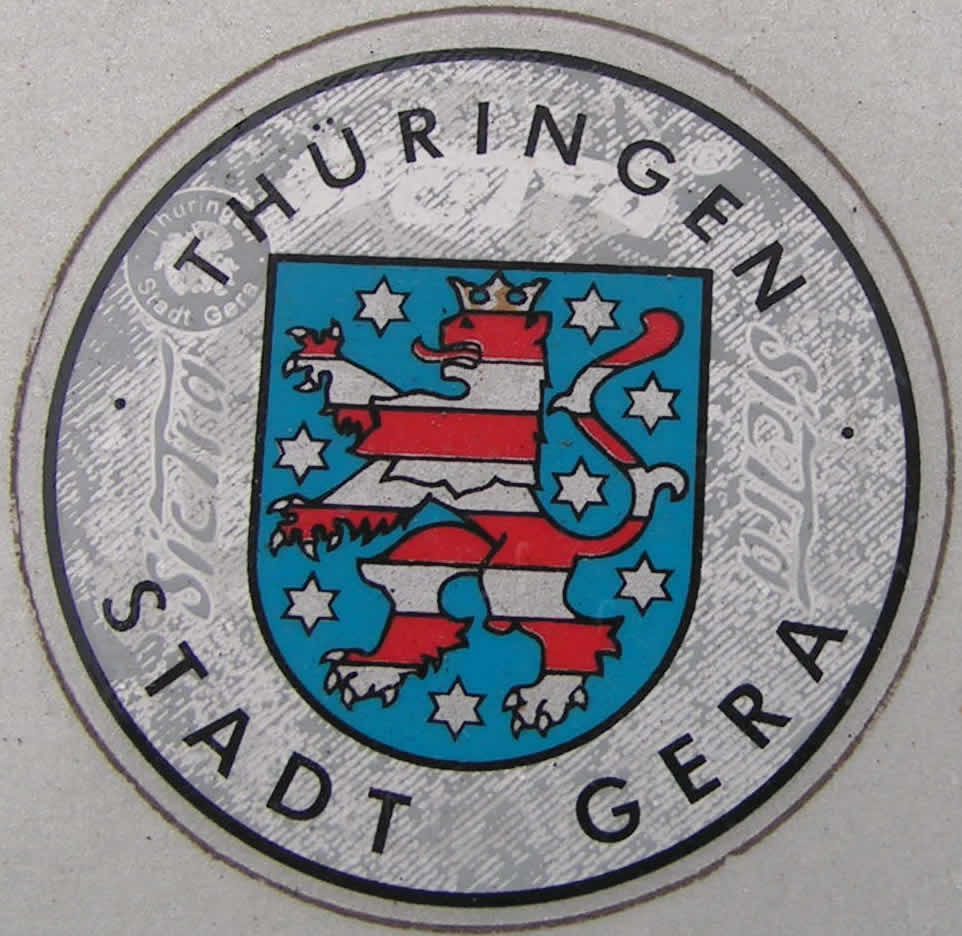
Sceau SicoTra

### Le numéro d'identification
Le numéro d'identification se compose de :
- une ou deux lettres, toutes les lettres allemandes étant utilisables, sauf Ä, Ö, Ü et ẞ. Cependant, toutes les combinaisons ne sont pas possibles (cf. Numéros indésirables). Il arrive qu'il n'y ait pas de lettres dans le numéro d'identification sur les plaques des autorités.
- un à quatre chiffres, différents jusqu'à 6. Les chiffres jusqu'à 6 sont donnés quand ils sont les seuls facteurs de différenciation au sein d'une région.

Jusqu'au 1er juillet 1956, seules 20 lettres étaient utilisées : A, C, D, E, H, I, K, L, M, N, P, R, S, T, U, V, W, X, Y et Z. Le 7 novembre 1956, la lettre J a remplacé le I. À partir du 12 août 1992, les lettres B, F et G ont été ajoutées, de même que le I, le O et le Q à compter du 26 mai 2000.
Ce numéro d'identification n'est pas tout à fait déterminé au hasard car il existe plusieurs groupes :
- Groupe a (anciennement Ia): 1 lettre, 1 à 3 chiffres, ainsi A 1 à Z 999 → 26 × 999 = 25 974 possibilités
- Groupe b (anciennement Ib): 2 lettres, 1 ou 2 chiffres, ainsi AA 1 à ZZ 99 → 26 × 26 × 99 = 66 924 possibilités
- Groupe c (anciennement II): 2 lettres, 3 chiffres, ainsi AA 100 à ZZ 999 → 26 × 26 × 900 = 608 400 possibilités
- Groupe d (anciennement IIIa): 1 lettres, 4 chiffres, ainsi A 1 000 à Z 9 999 → 26 × 9 000 = 234 000 possibilités
- Groupe e (anciennement IIIb): 2 lettres, 4 chiffres, ainsi AA 1 000 à ZZ 9 999 → 26 × 26 × 9 000 = 6 084 000 possibilités

Théoriquement il y a donc 7 019 298 possibilités existantes. Comme certains numéros sont indésirables, le nombre de combinaisons effectivement utilisables est inférieur.

Quand un numéro n'est plus utilisé, il est à nouveau attribué.
Tous les groupes ne sont pas utilisés par les districts d'enregistrement. Nombre d'entre eux, en particulier ceux de petite taille, n'utilisent que les groupes « a » à « c » et ne permettent l'utilisation du groupe « d », voire du « e » que pour des plaques d'immatriculation personnalisées.
Dans les districts où l'identifiant territorial a 3 caractères (ex. : FDS pour Freudenstadt), le groupe « e » n'est pas possible puisque la plaque d'immatriculation ne peut pas avoir plus de 8 caractères.
Depuis 2015, un "E" peut suivre la composition ci-dessus pour différencier les véhicules électriques et hybrides rechargeables.
La combinaison entre identifiant territorial et numéro d'identification ne doit pas heurter la moralité publique.

## Caractéristiques techniques
La norme DIN numéro 74069 a unifié toutes les caractéristiques des plaques d'immatriculation en Allemagne (format, police, couleur, réflexion). Elles sont régies par le Règlement allemand sur l'immatriculation des véhicules (FZV).

### Dimensions et polices de caractères
L'annexe 4 du règlement sur l'immatriculation des véhicules définit les dimensions des plaques d'immatriculation ainsi que la forme et la taille de la police de caractères utilisée sur celles-ci :
| Type de plaque d'immatriculation           | Dimension de la plaque (L x h en mm) | Dimensions des lettres (L x h en mm) | Dimensions des chiffres (L x h en mm) |
| ------------------------------------------ | ------------------------------------ | ------------------------------------ | ------------------------------------- |
| Caractères sur une seule ligne             | 520 × 110                            | 75 × 47,5                            | 75 × 44,5                             |
| Caractères sur deux lignes                 | 340 × 200                            | 75 × 47,5                            | 75 × 44,5                             |
| Plaque d'immatriculation des motocyclettes | 180 à 220 × 200                      | variable                             | variable                              |
| Caractères réduits sur deux lignes         | 255 × 130                            | 49 × 31                              | 49 × 29                               |

Ces dimensions valent pour les plaques d'immatriculation ordinaires, saisonnières, temporaires (sauf s'il y a 8 caractères) et d'exportation.

Pour les plaques de collection, les dimensions diffèrent légèrement sur la plaque à deux lignes. Les plaques d'immatriculation des véhicules de la Bundeswehr utilisent une autre police de caractères et les dimensions sont différentes.

### Montage sur les véhicules

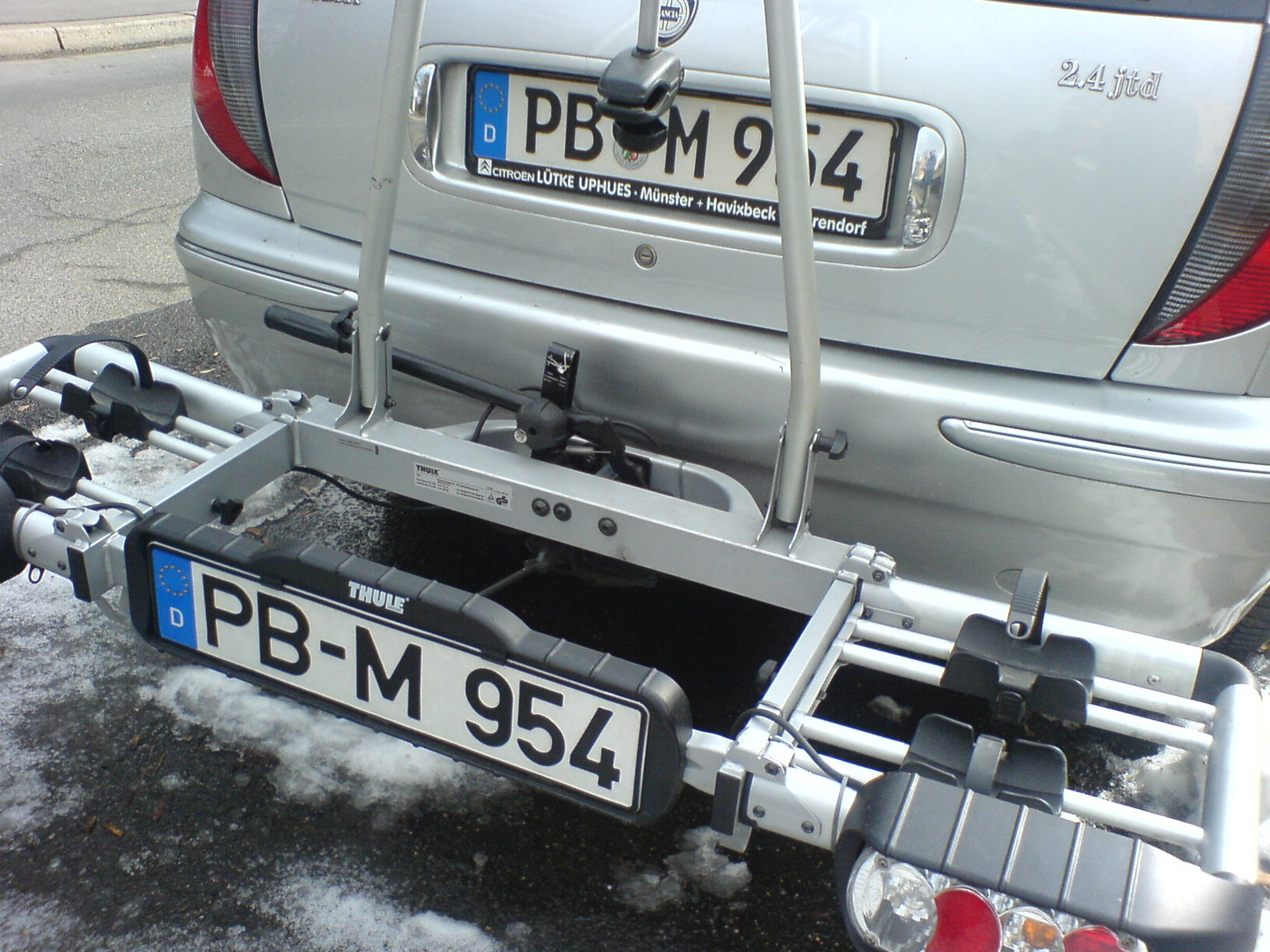
Répétition de la plaque d'immatriculation sur un système de porte-vélos arrière (police et tiret non conformes)

L'identifiant territorial et le numéro d'identification sont en caractères noirs sur fond blanc, le pourtour de la plaque d'immatriculation présentant un liseré noir. La plaque doit être montée à l'horizontale, en respectant des limites minimales et maximales de hauteur et un angle d'inclinaison d'au maximum 30°, être solidement fixée au véhicule, à l'exception des vignettes et du sceau qui sont amovibles. 

Elle doit être visible et lisible ; il est donc interdit de la couvrir ou de la cacher (attelage de remorque, roue de secours). Ainsi, sur tout dispositif qui masquerait la plaque d'immatriculation, comme un porte-vélo par exemple, la plaque d'immatriculation (identifiant territorial et numéro d'identification mais pas la vignette et le sceau officiel) doit être reproduite sur ce dispositif .

### Matériau constituant les plaques
Selon le § 10 du FZV, paragraphe 2, les plaques d'immatriculation doivent être réflectorisées et respecter la norme DIN 74069 de 1996. La plupart d'entre elles sont en aluminium, produites par estampage à chaud. Cette méthode, produite depuis 1990, a remplacé les précédentes fabrications faites à l'aide de solvants.
Depuis novembre 2006, des plaques d'immatriculation auto-éclairantes en matière plastique ont été validées pour la circulation. Elles sont semblables aux plaques ordinaires et sont également recouvertes d'une couche réfléchissante. Leur particularité est qu'elles sont translucides et rétro-éclairées par des leds. Cette innovation permet d'avoir une couverture uniforme et lisible qui apporte plus de sécurité.
Fin 2006, des plaques d'immatriculation en acrylique ont été proposées comme alternative aux plaques métalliques mais elles ne sont plus disponibles. La société qui les fabriquait n'existe plus.

## Plaques de l'administration

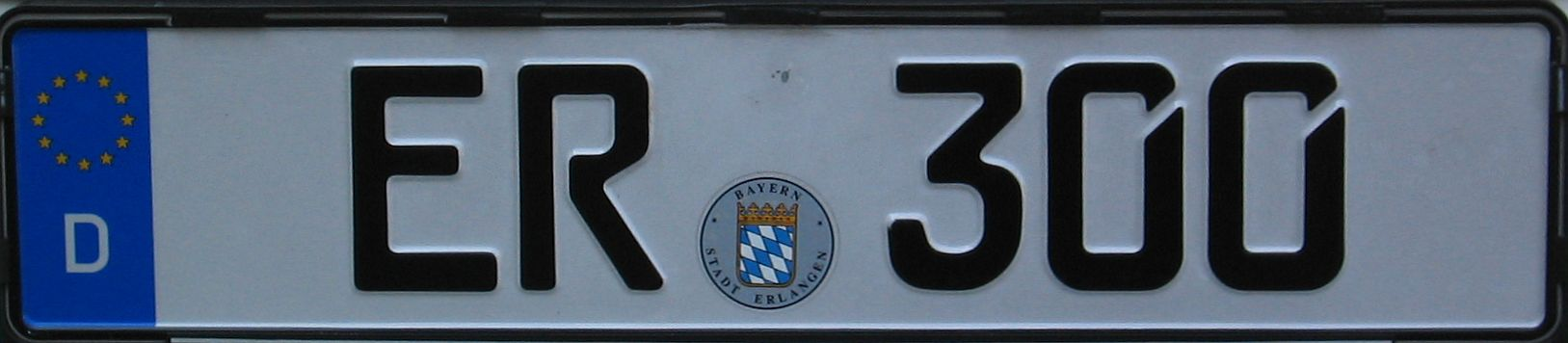
Plaque d'immatriculation des autorités locales (ici, les pompiers de Erlangen)

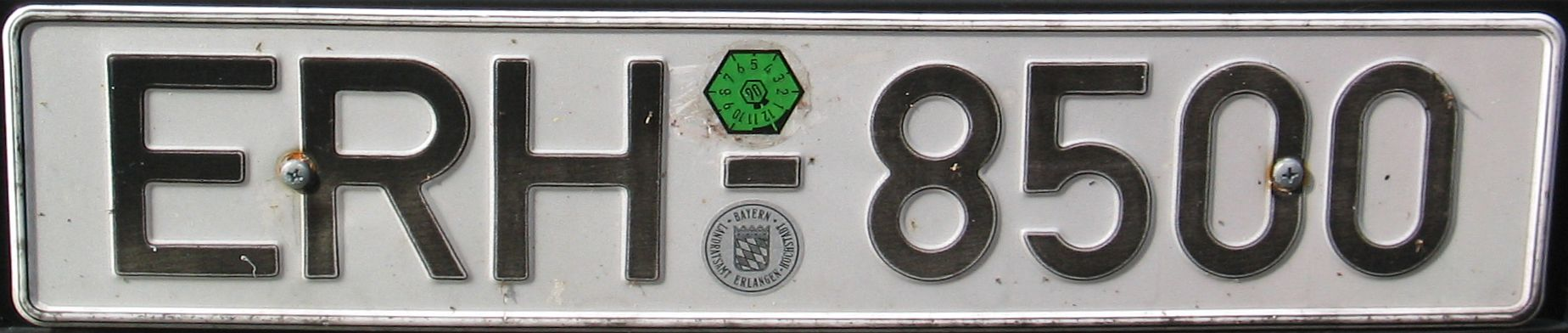
Plaque d'immatriculation de la Protection civile de l'arrondissement d'Erlangen-Höchstadt

Jusqu'au 28 février 2007 les plaques d'immatriculation des véhicules des gouvernements régionaux étaient composées comme suit :
- l'identifiant territorial correspondait aux initiales des districts d'enregistrement des sièges de ces gouvernements ;
- le numéro d'identification était constitué d'une séquence de chiffres, donnant généralement des informations sur l'autorité pour lesquels la plaque a été attribuée :
  - Administrations au-dessus du niveau de l'administration locale : 1-89, 1.., 1..., 1....
  - Tribunaux : 9., 9....
  - Au niveau local du gouvernement : 2.., 2..., 2...., 3.., 6.., 6..., 6....
  - Police : 3..., 3...., 7... 7....
  - Protection civile : 8..., 8....
  - Missions consulaires : 9.., 9...
  - Autres organes : 5.. 5..., 5...., 6.., 7.., 8.., 9....

Depuis le 1er mars 2007 et en raison d'une modification du FZV, il n'y a plus de numéros réservés, à l’exception des numéros consulaires. Dans la pratique, beaucoup d'arrondissements et de villes-arrondissement réservent des groupes de lettres pour des véhicules spécifiques, comme TX pour les taxis, S ou W pour les véhicules urbains (Stadtwerke). Ainsi, les bus de la Compagnie des transports berlinois (BVG) ont toujours la combinaison BV ----.

### Identifiants territoriaux des véhicules des Länder

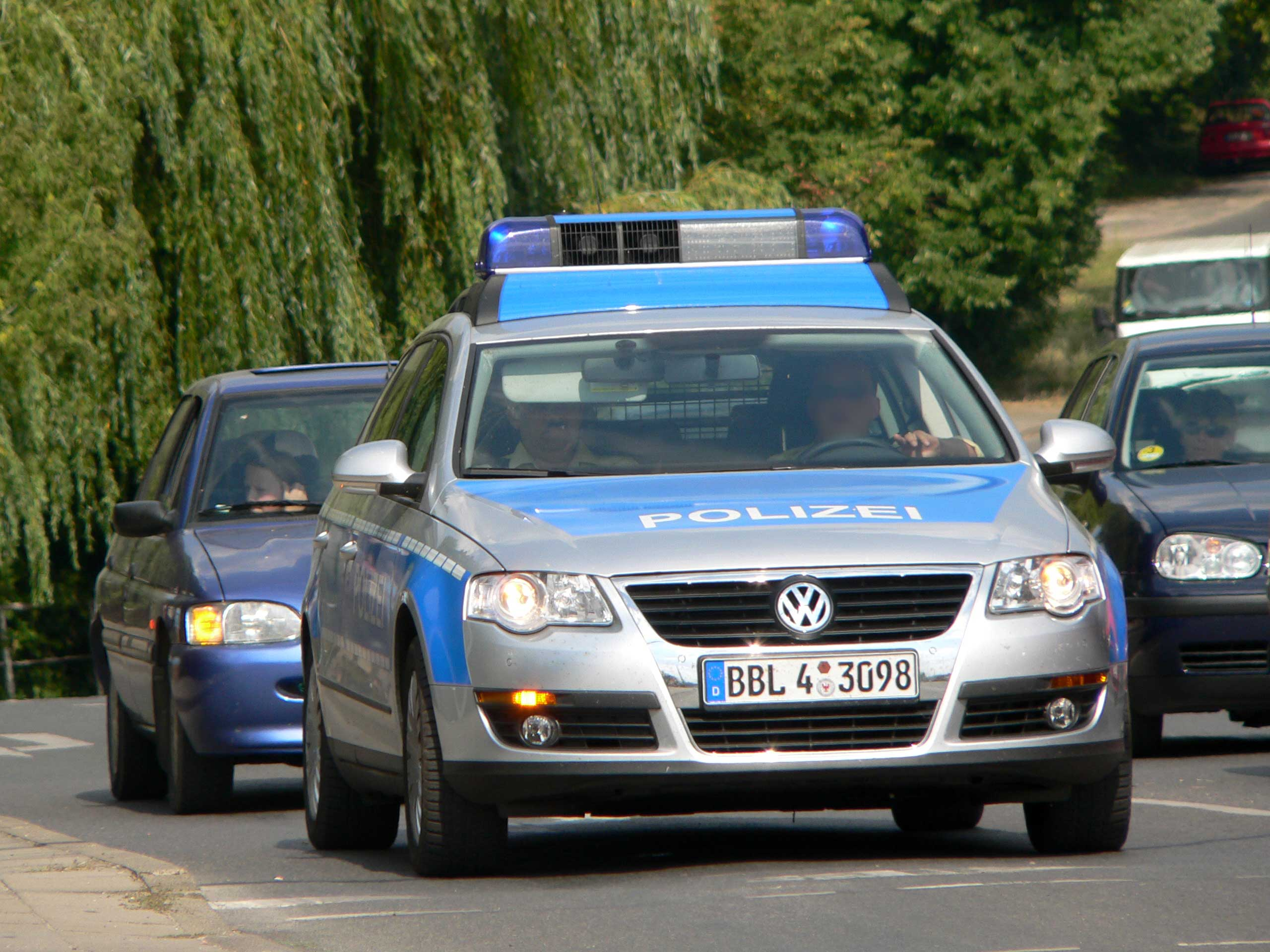
Plaque BBL du gouvernement du Land de Brandebourg

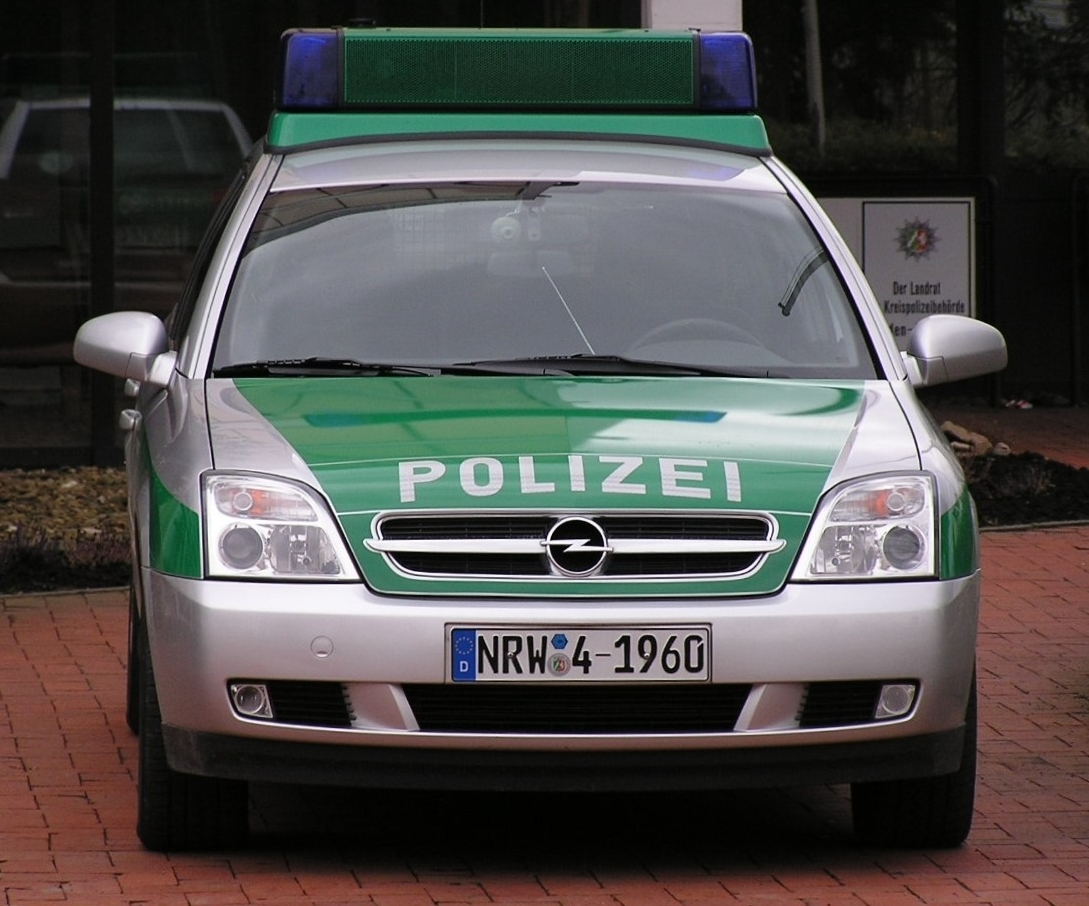
Voiture de police de Rhénanie-du-Nord-Westphalie (NRW)

Les véhicules à moteur des gouvernements et des administrations des Länder ont des identifiants territoriaux qui leur sont propres.
| Identifiant | Nom                                                          | Land                               | Capitale   |
| ----------- | ------------------------------------------------------------ | ---------------------------------- | ---------- |
| B           | Berlin                                                       | Berlin                             | Berlin     |
| BBL         | Brandenburgische Landesregierung, Landtag und Polizei        | Brandebourg                        | Potsdam    |
| BWL         | Baden-Württembergische Landesregierung, Landtag und Polizei  | Bade-Wurtemberg                    | Stuttgart  |
| BYL         | Bayerische Landesregierung und Landtag                       | Bavière                            | Munich     |
| HB          | Freie Hansestadt Bremen                                      | Brême                              | Brême      |
| HEL         | Hessischer Landtag                                           | Hesse                              | Wiesbaden  |
| HH          | Freie Hansestadt Hamburg                                     | Hambourg                           | Hambourg   |
| LSA         | Landesregierung, Landtag und Polizei Sachsen-Anhalt          | Saxe-Anhalt                        | Magdebourg |
| LSN         | Landesregierung und Landtag Sachsen                          | Saxe                               | Dresde     |
| MVL         | Mecklenburg-Vorpommern, Landesregierung, Landtag und Polizei | Mecklembourg-Poméranie-Occidentale | Schwerin   |
| NL          | Niedersächsische Landesregierung und Landtag                 | Basse-Saxe                         | Hanovre    |
| NRW         | Landesregierung, Landtag und Polizei Nordrhein-Westfalen     | Rhénanie-du-Nord-Westphalie        | Dusseldorf |
| RPL         | Rheinland-Pfälzische Landesregierung, Landtag und Polizei    | Rhénanie-Palatinat                 | Mayence    |
| SAL         | Saarländische Landesregierung, Landtag und Polizei           | Sarre                              | Sarrebruck |
| SH          | Schleswig-Holstein Landesregierung, Landtag und Polizei      | Schleswig-Holstein                 | Kiel       |
| THL         | Thüringer Landesregierung und Landtag                        | Thuringe                           | Erfurt     |

Ainsi, par exemple, les véhicules du Land de Thuringe disposent de plaques d'immatriculation de la forme  THL-4 9999.
L’État fédéral recommande l'utilisation des chiffres suivants avant le trait d'union « - »
10 0 Parlement ;
30 0 Ministres-présidents, véhicules de service ;
40 0 Ministère de l'Intérieur ;
50 0 Ministère de la Justice ;
60 0 Ministère des Finances ;
70 0 Ministère des Transports.
Les numéros 2, 8 et 9 ne sont pas utilisés.
En Rhénanie-du-Nord-Westphalie, le chiffre suivant l'identifiant territorial est :
10 0 0 Gouvernement du Land ;
30 0 0 véhicules de service ;
4, 5, 60 Ministère de l'Intérieur (avec la police) ;
7, 80 0 Ministère de l'Intérieur (avec la Protection Civile).

### Plaques d'immatriculation des polices des Länder
Voir également : Véhicule de police
La répartition des numéros d'immatriculations des véhicules de police est réglementée par chaque Land.

#### Bade-Wurtemberg
En Bade-Wurtemberg, il était prévu à l'origine que les véhicules de police seraient immatriculés au siège du Regierungspräsidium (de) (FR pour Fribourg-en-Brisgau, KA pour Karlsruhe, S pour Stuttgart et TÜ pour Tübingen), ou, pour les véhicules de la police antiémeute, au siège de la direction de la police antiémeute (Bereitschaftspolizeipräsidium) à Göppingen (GP).
L'identifiant territorial devait être suivi d'une combinaison de 2 lettres et de 4 chiffres, les lettres devant identifier le service, comme les véhicules de la direction de la police (Polizeipräsidium) qui devaient avoir un numéro d'immatriculation du type S PP ----.

Depuis août 2008, la plaque d'immatriculation du véhicule est du type BWL 4-.... . L'identifiant territorial est celui du Land : BWL pour Baden-Württembergischer Landesregierung, Landtag und Polizei.

#### Basse-Saxe

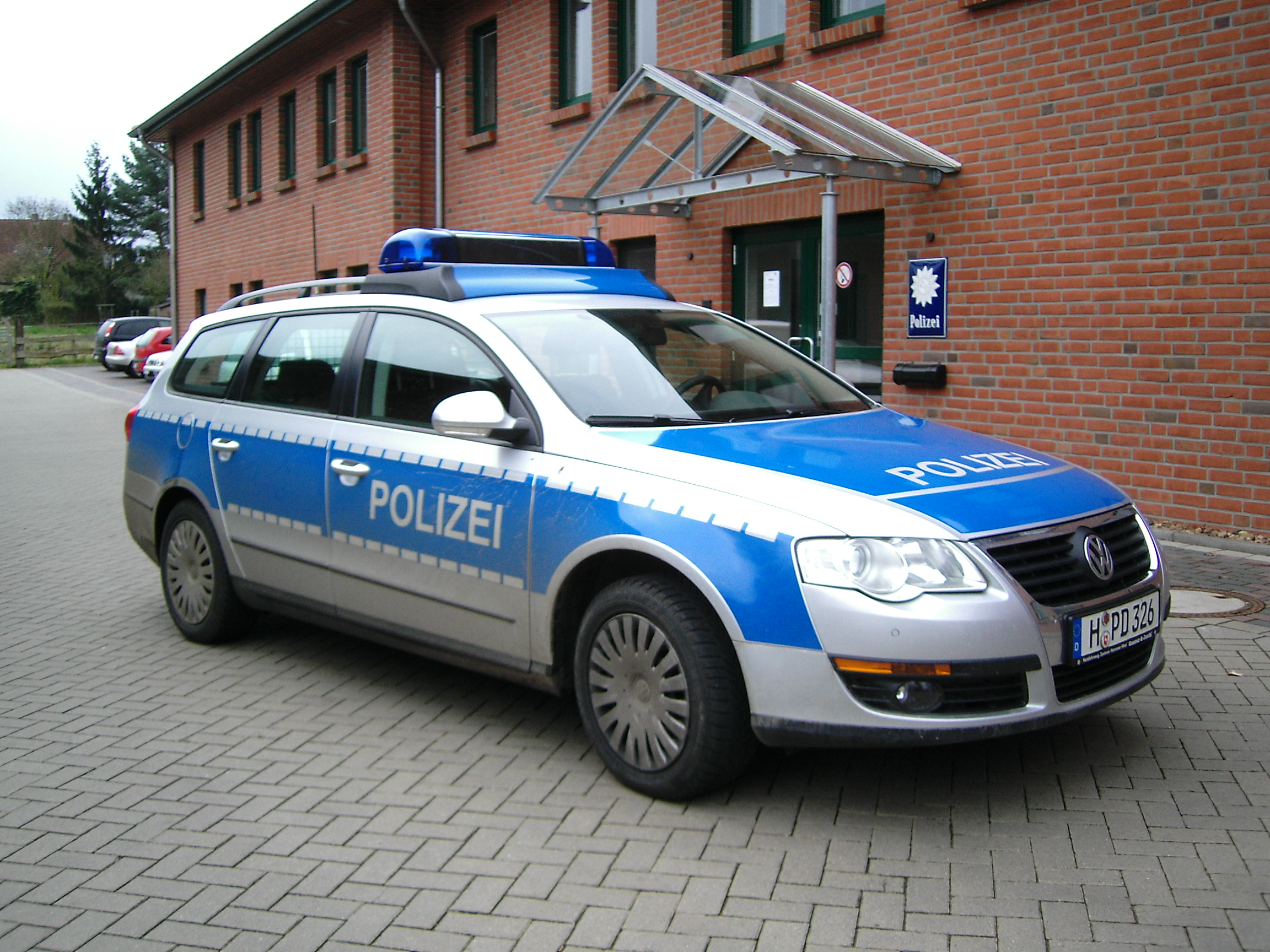
Véhicule de police de la Polizeidirektion de Hanovre (Basse-Saxe)

En Basse-Saxe, les véhicules de police ont comme identifiant territorial celui de l'arrondissement auquel ils sont rattachés, suivi de PI pour Polizeiinspektion ou de PD pour Polizeidirektion. Exemples :
- CE-PI 123 pour un véhicule de la Polizeiinspektion de Celle ;
- GÖ-PD 599 pour un véhicule de la Polizeidirektion de Göttingen.

Les véhicules de la Direction centrale de la Police à Hanovre (capitale du Land), à laquelle sont également rattachées les unités de police antiémeute (Bereitschaftspolizei) à Brunswick et Oldenbourg, doivent porter les abréviations H ZD .... (ZD pour Zentrale Polizeidirektion) ou H PA .... (PA pour Polizeiakademien).

#### Bavière
Certains véhicules de police bavarois ont sur leurs plaques d'immatriculation l'identifiant territorial du siège de leur direction, suivi de PP pour Polizeipräsidium :
- N PP ... : Nuremberg en Moyenne-Franconie ;
- WÜ PP .... : Wurtzbourg en Basse-Franconie ;
- KE PP ... : Kempten en Souabe du Sud-Ouest ;
- R PP ... : Ratisbonne dans le Haut-Palatinat.

D'autres n'utilisent qu'un seul P pour faire référence à la police :
- P BT 8... : Bayreuth en Haute-Franconie ;
- RO P ... : Rosenheim en Haute-Bavière ;
- SR P 1... : Straubing en Basse-Bavière ;
- BA P .... : Police antiémeute à Bamberg.

D'autres enfin ne font pas figurer de mention de l'identifiant territorial :
- PP 9... : Ingolstadt en Haute-Bavière-Nord.

#### Hesse

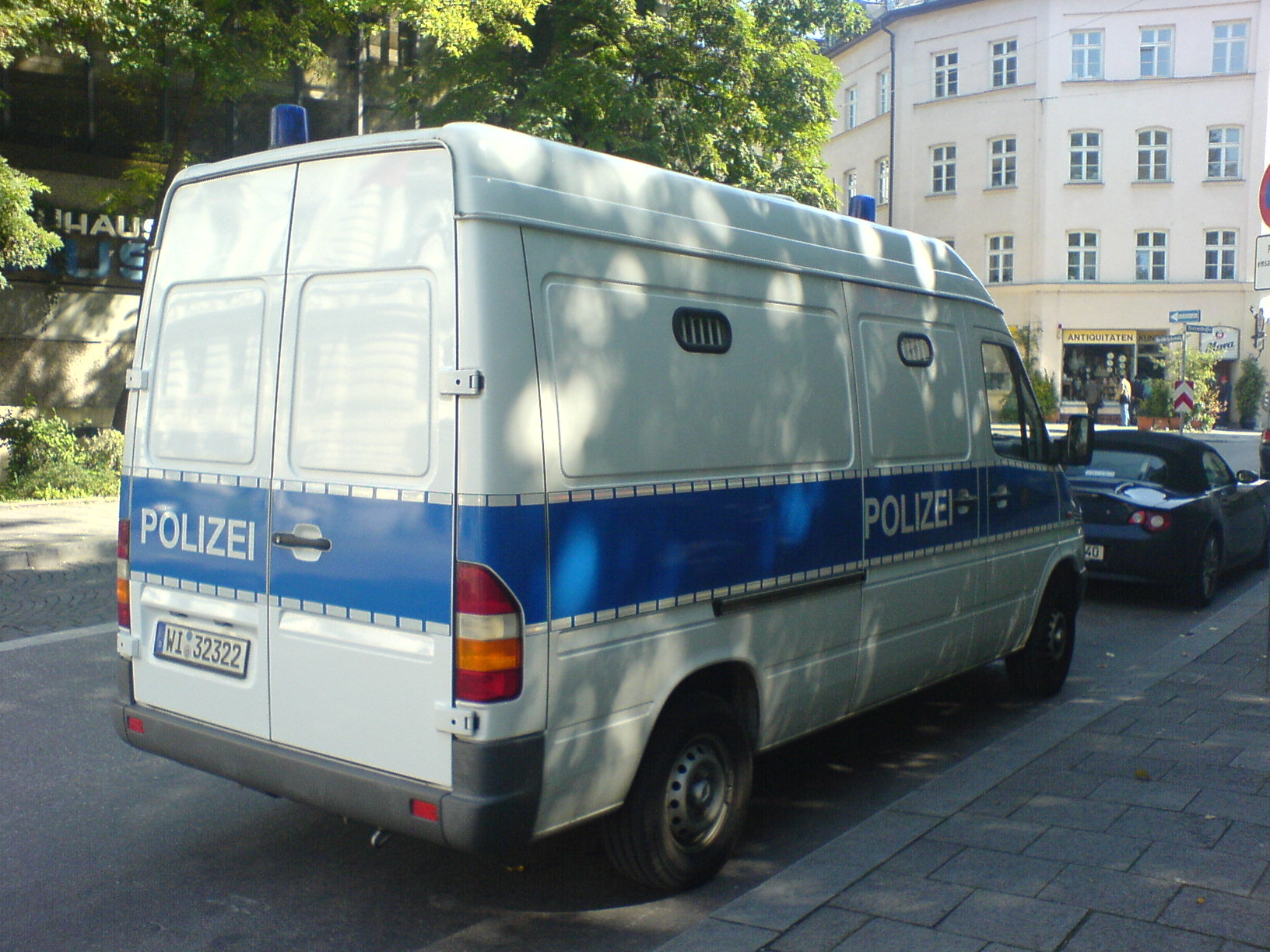
Véhicule de police du Land de Hesse (ancienne plaque d'immatriculation)

En Hesse, les véhicules de police nouvellement immatriculés ont des numéros du type WI HP ----. L'identifiant territorial WI est celui de Wiesbaden, la capitale du Land, et HP signifie Hessische Polizei. Ces lettres sont toujours suivies de 4 chiffres pour les voitures et de 3 pour les motocyclettes. HP a remplacé le chiffre 3 des anciennes plaques qui étaient donc du type WI 3----. 

Le 1er chiffre du groupe de 3 ou 4 indique à quelle direction de police (Polizeipräsidium ou PP) le véhicule appartient :
- 1 : Hesse du Sud (Darmstadt) ;
- 2 : Hesse de l'Est (Fulda) ;
- 3 : Hesse du Sud-Est (Offenbach-sur-le-Main) ;
- 4 : Hesse du nord (Cassel) ;
- 5 : Francfort ;
- 7 : Hesse de l'Ouest (Wiesbaden) ;
- 8 : Hesse centrale (Giessen) ;
- 9 : direction générale de la police (Wiesbaden).

#### Saxe
En Saxe, depuis le 1er mars 2007, tous les véhicules de patrouille et banalisés (sauf ceux utilisés pour des enquêtes nécessitant de la discrétion) arborent des plaques d'immatriculation du type DD Q .... (toujours avec 4 chiffres). Les véhicules de la police antiémeute ont des immatriculations du type DD Q 7---. Tous les autres services du Land ont des immatriculations DD Q 3---.

L'identifiant territorial DD correspond à la ville de Dresde, capitale du Land.

#### Thuringe
Avant 2007, les numéros d'immatriculation commençaient par EF-3...., l'identifiant territorial EF se rapportant à Erfurt, capitale du Land.

Entre 2007 et 2010, ils sont modifiés ainsi : EF TP ----. TP signifie Thüringer Polizei et a remplacé le chiffre 3 utilisé précédemment comme 1er chiffre du numéro d'identification. Le numéro d'identification débute par un chiffre qui identifie la direction ou la police antiémeute :
- 1 : Polizeidirekition (PD) Erfurt ;
- 2 : PD Gera ;
- 3 : PD Gotha ;
- 4 : PD Iéna ;
- 5 : PD Nordhausen ;
- 6 : PD Saalfeld ;
- 7 : PD Suhl ;
- 9 : Police antiémeute.

Depuis 2011, le numéro d'immatriculation devient EF LP .... où LP signifie Landespolizei. L'appartenance géographique n'est donc plus reconnaissable.

#### Autres Länder
Dans les cités-états de Berlin, Hambourg et Brême, les modèles antérieurs ont été maintenus.
Dans les autres Länder, les identifiants territoriaux utilisés sont ceux du Land correspondant :
- BBL 4-.... en Brandebourg ;
- MVL 3.... en Mecklembourg-Poméranie-Occidentale ;
- NRW 4-...., NRW 5-...., NRW 5-..., NRW 6-... en Rhénanie-du-Nord-Westphalie ;
- RPL 4-.... en Rhénanie-Palatinat ;
- SAL 4-.... en Sarre ;
- LSA 4.... en Saxe-Anhalt.
- SH 3.... en Schleswig-Holstein.

Dans la plupart de ces Länder, le premier chiffre est un 4 qui identifie le Ministère de l'Intérieur dont la Police fait partie. En Rhénanie-du-Nord-Westphalie le 5 et le 6 sont également utilisés. En ce qui concerne les Länder de Schleswig-Holstein et de Mecklembourg-Poméranie-Occidentale, c'est le 3 qui est utilisé.

### Plaques de l'État fédéral

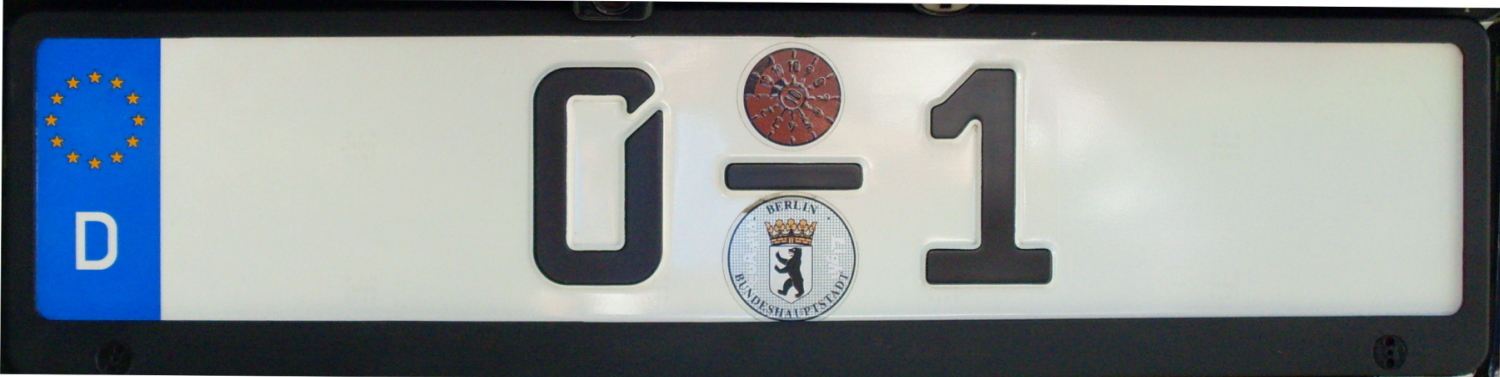
Plaque d'immatriculation du véhicule du Président de l'Allemagne

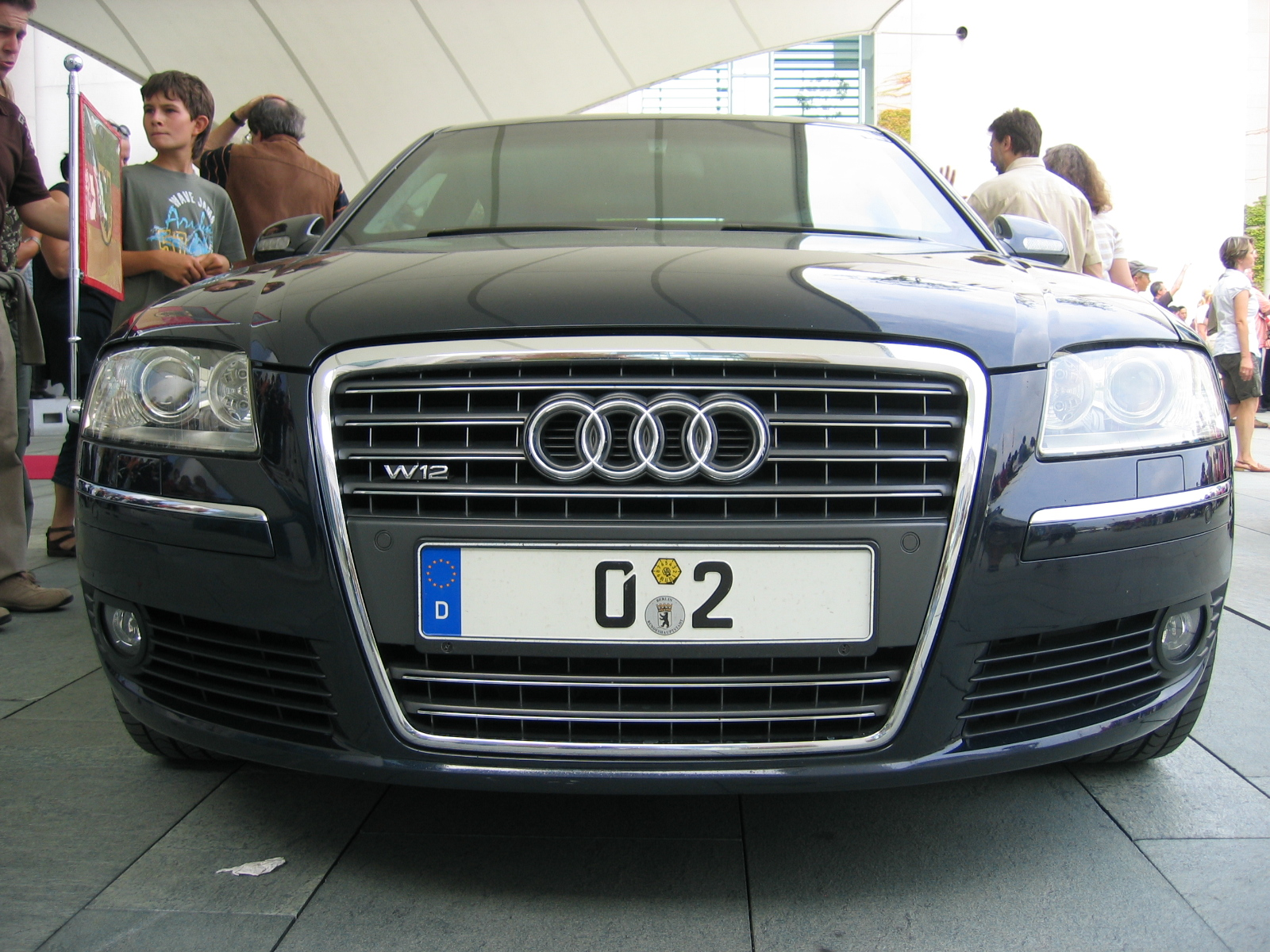
Plaque d'immatriculation du véhicule officiel du Chancelier

Le numéro d'immatriculation du véhicule officiel du Président de l'Allemagne est       0  -  1, celui du Chancelier est  0  -  2, celui du Ministre des Affaires étrangères est  0  -  3, celui du 1er secrétaire de l'Office des Affaires étrangères est  0  -  4 et celui du Président du Parlement fédéral est  1  -  1.
Les plaques d'immatriculation des autres véhicules de l’État fédéral commencent par BD (pour Bund qui signifie fédération) et se répartissent comme suit :
- BD 1 - ... : Parlement fédéral (Bundestag) ;
- BD 3 - ... : Conseil fédéral (Bundesrat) ;
- BD 4 - ... : Tribunal constitutionnel fédéral ;
- BD 5 - ... : Administration de la présidence fédérale, notamment BD 5-1 et 0 - 1 pour le Président fédéral ;
- BD 6 - ... : Chancellerie fédérale, notamment BD 6-1 et 0 - 2 pour le Chancelier ;
- BD 6 - ... : Office de presse et d'information du Gouvernement fédéral ;
- BD 7 - ... : Office des Affaires étrangères, notamment : BD 7-1 et 0 - 3 pour le Ministre des Affaires étrangères ;
- BD 9 - ... : Ministère fédéral de l'Intérieur ;
- BD 10 - ... : Ministère fédéral de la Justice ;
- BD 11 - ... : Ministère fédéral des Finances ;
- BD 12 - ... : Ministère fédéral de l'Économie et de la Technologie ;
- BD 13 - ... : Ministère fédéral des Transports et des Infrastructures numériques ;
- BD 14 - ... : Ministère fédéral de l’Alimentation, de l’Agriculture et de la Protection du consommateur ;
- BD 15 - ... : Ministère fédéral du Travail et des Affaires sociales ;
- BD 16 - ... : Administration fédérale des douanes (de) ;
- BD 18 - ... : Ministère fédéral de la Défense ;
- BD 19 - ... : Ministère fédéral de l'Éducation et de la Recherche ;
- BD 20 - ... : Ministère fédéral de l’Environnement, de la Protection de la nature et de la Sécurité nucléaire ;
- BD 21 - ... : Ministère fédéral de la Famille, des Personnes âgées, des Femmes et de la Jeunesse ;
- BD 22 - ... : Ministère fédéral de la santé ;
- BD 26 - ... : Ministère fédéral de la Coopération économique et du Développement.

Les combinaisons de numéros d'immatriculation libres BD 2-..., BD 8-..., etc., servent de réserve.

### Autres administrations fédérales

#### Poste et Chemins de fer
Pour des articles plus généraux, voir Deutsche Bundespost et Deutsche Bundesbahn.
Avant la privatisation de 1990, les véhicules de la Poste Allemande (Bundespost) arboraient des plaques d'immatriculation commençant par BP. Les immatriculations de BP 10 à BP 59 désignaient le service postal et celles de BP 60 à BP 99 le service des télécommunications.
| Genre                                               | Poste             | Télécoms          |
| --------------------------------------------------- | ----------------- | ----------------- |
| Autobus                                             | BP 10 – BP 16     | BP 99             |
| Automobiles                                         | BP 18 – BP 23     | BP 60 – BP 69     |
| Breaks                                              | BP 59             | BP 83 – BP 87     |
| Camions jusqu'à 1 tonne de charge utile             | BP 24 – BP 31     | BP 70 – BP 72     |
| Camions de 1 à 2 tonnes de charge utile             | BP 32 – BP 38     | BP 73 – BP 74     |
| Camions spéciaux jusqu'à 2 t de charge utile        | BP 17             | BP 75             |
| Camions à plus de 2 tonnes de charge utile          | BP 39 – BP 41     | BP 76 – BP 78     |
| Camions spéciaux à plus de 2 tonnes de charge utile | BP 42             | BP 79 – BP 81     |
| Tracteurs                                           | BP 43             | BP 82             |
| Motocyclettes et scooters                           | BP 44 – BP 47     | BP 98             |
| Véhicules électriques                               | BP 48 – BP 51     | BP 88             |
| Remorques                                           | BP 52 – BP 58     | BP 89 – BP 97     |
| Trajets d'essai                                     | BP 0400 – BP 0499 | BP 0400 – BP 0499 |

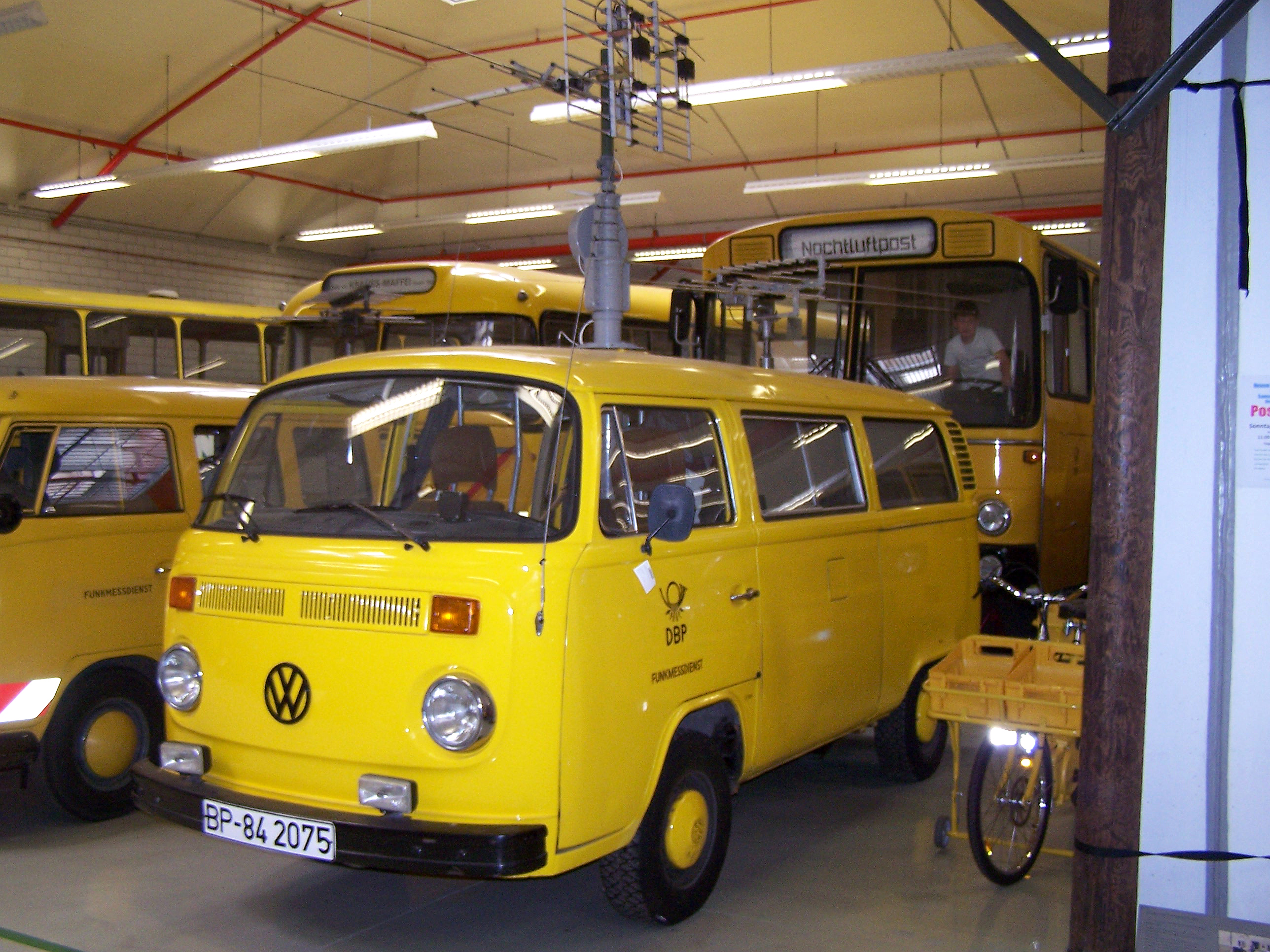
Camionnette Volkswagen T2 de la Bundespost utilisée comme station radio (Musée de la Communication à Francfort)

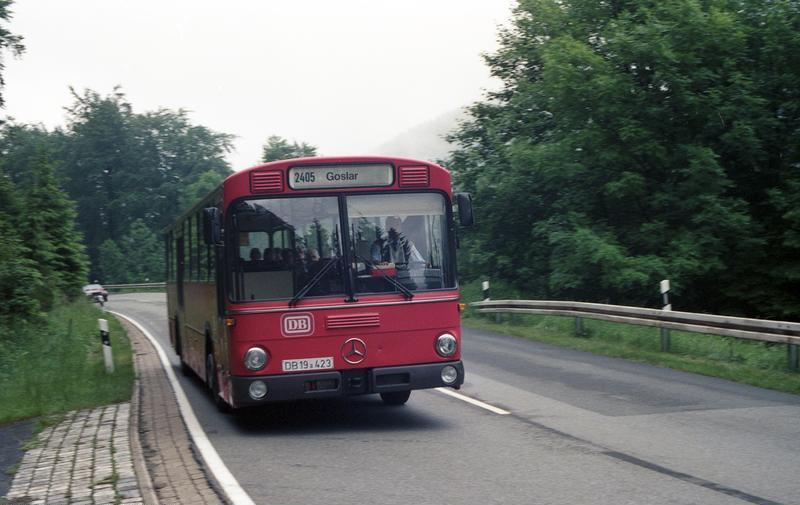
Autobus de la Deutsche Bundesbahn en 1988

Après la privatisation, les véhicules se sont vus attribuer des immatriculations de la série normale.

Depuis le 30 avril 2006, l'identifiant BP a été attribué à la Police fédérale (Bundespolizei).
Il en est de même des Chemins de fer fédéraux (Deutsche Bahn) dont les plaques d’immatriculation commençaient par DB jusqu'à la privatisation de 1990. Depuis, les numéros font partie de la série normale.

#### Administration fédérale de l'eau et des voies navigables

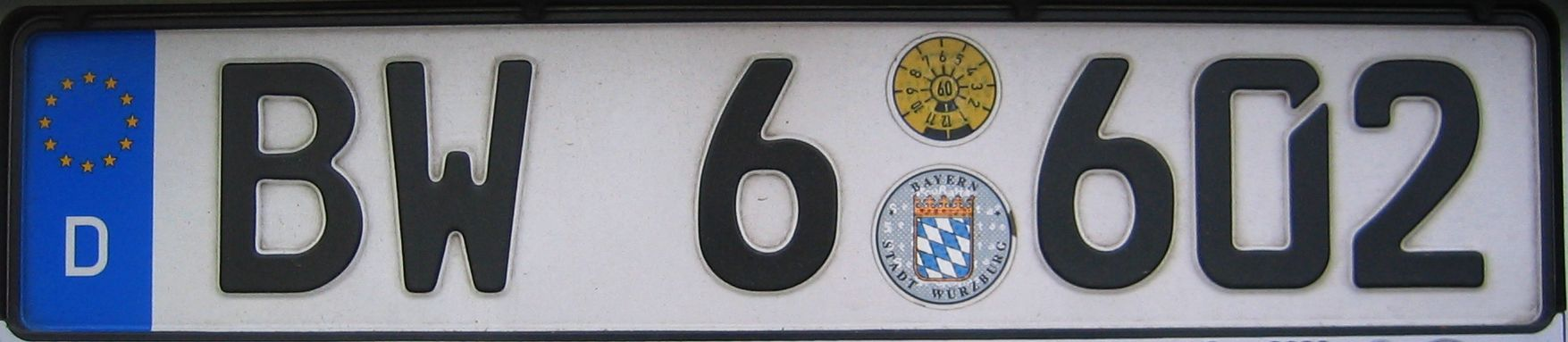
Plaque de l'Administration fédérale de l'eau et des voies navigables, direction de Wurtzbourg

Rattachée au Ministère fédéral des Transports et de la Construction, l'Administration fédérale de l'eau et des voies navigables (de) est chargée de la gestion, de la sécurité et de la fluidité du trafic sur les voies navigables de l'Allemagne.
Cette administration fédérale utilise l'identifiant territorial BW pour Bundeswasserstraßenverwaltung. Le chiffre qui suit BW identifie la direction régionale à laquelle le véhicule est rattaché. Il en existe 7 : Aurich, Kiel, Hanovre, Magdebourg, Mayence, Münster et Wurtzbourg (cf. photo), ainsi que la direction générale à Bonn.

#### Police fédérale
Pour un article plus général, voir Police fédérale (Allemagne).

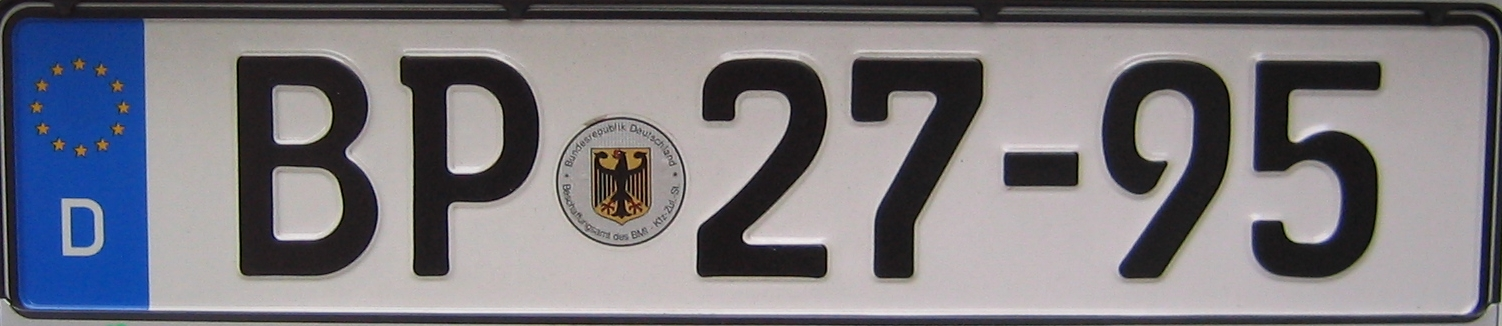
Plaque d'immatriculation de la Police fédérale

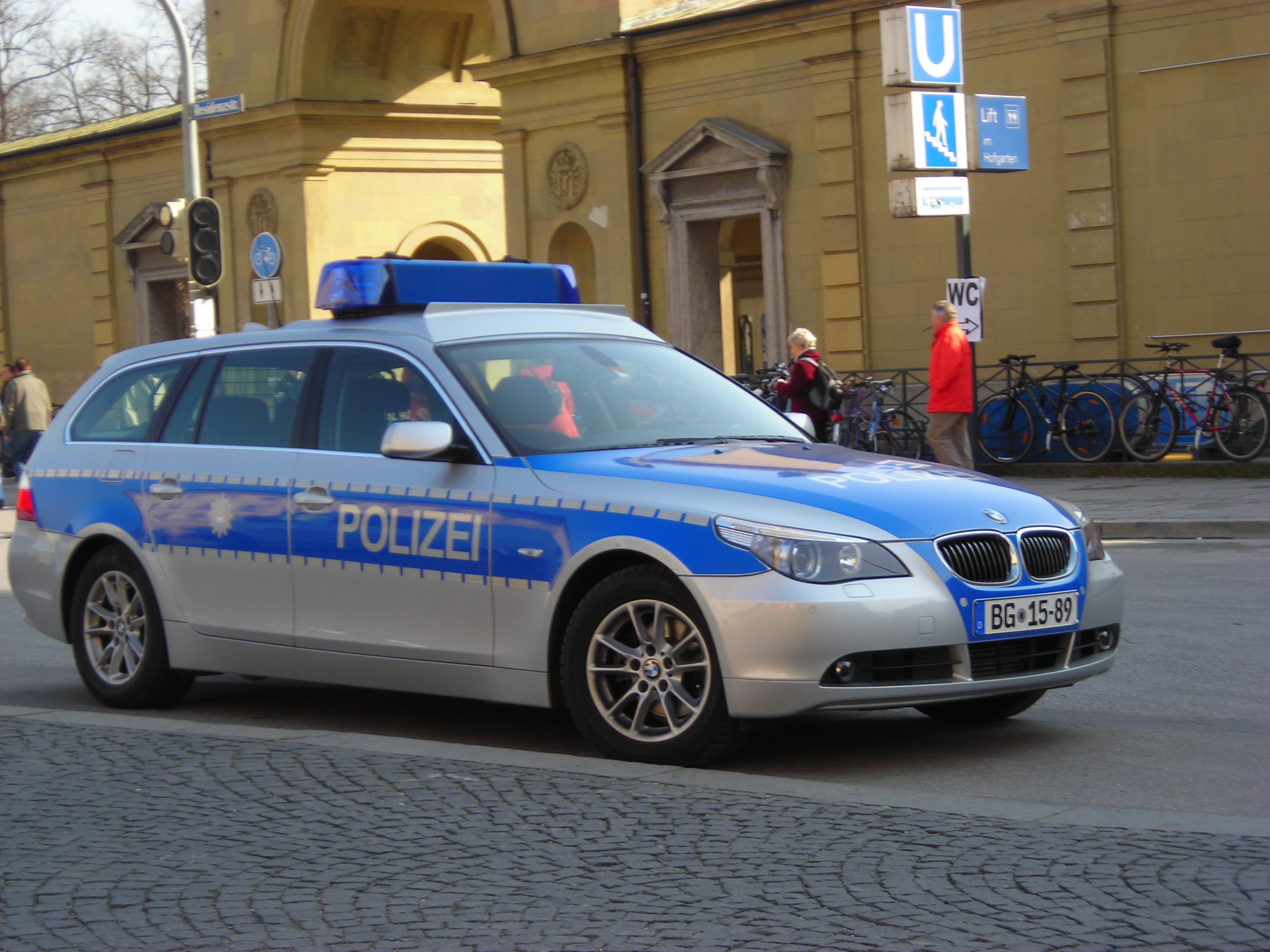
Ancienne immatriculation BG

Les numéros d'immatriculation des véhicules de la Police fédérale allemande (Bundespolizei) commencent en quasi-totalité par BP, qui, jusqu'au 30 avril 2006, était attribué à la Poste allemande. 

Avant cette date et depuis sa création en 1951, la Police fédérale portait le nom de Force fédérale de protection des frontières, Bundesgrenzschutz ou BGS, dont les immatriculations débutaient par BG.
Les plaques sont toutes construites selon le système BP ..-YYY ou BG ..-YYY où YYY est un nombre de 1 à 3 chiffres, et les .. désignent le type de véhicule :
- 10 à 12 : Motocyclettes ;
- 15 à 19 : Véhicules légers ;
- 20 à 24 : Véhicules tout-terrain ;
- 25 à 29 : Véhicules légers ;
- 30 à 39 : Véhicules moyens et camions tout-terrain ;
- 40 à 49 : Véhicules sur châssis poids-lourd et autobus ;
- 50 à 54: Véhicules blindés
- 55 et 56 : Remorques

#### Agence fédérale pour le secours technique
Pour un article plus général, voir Technisches Hilfswerk.

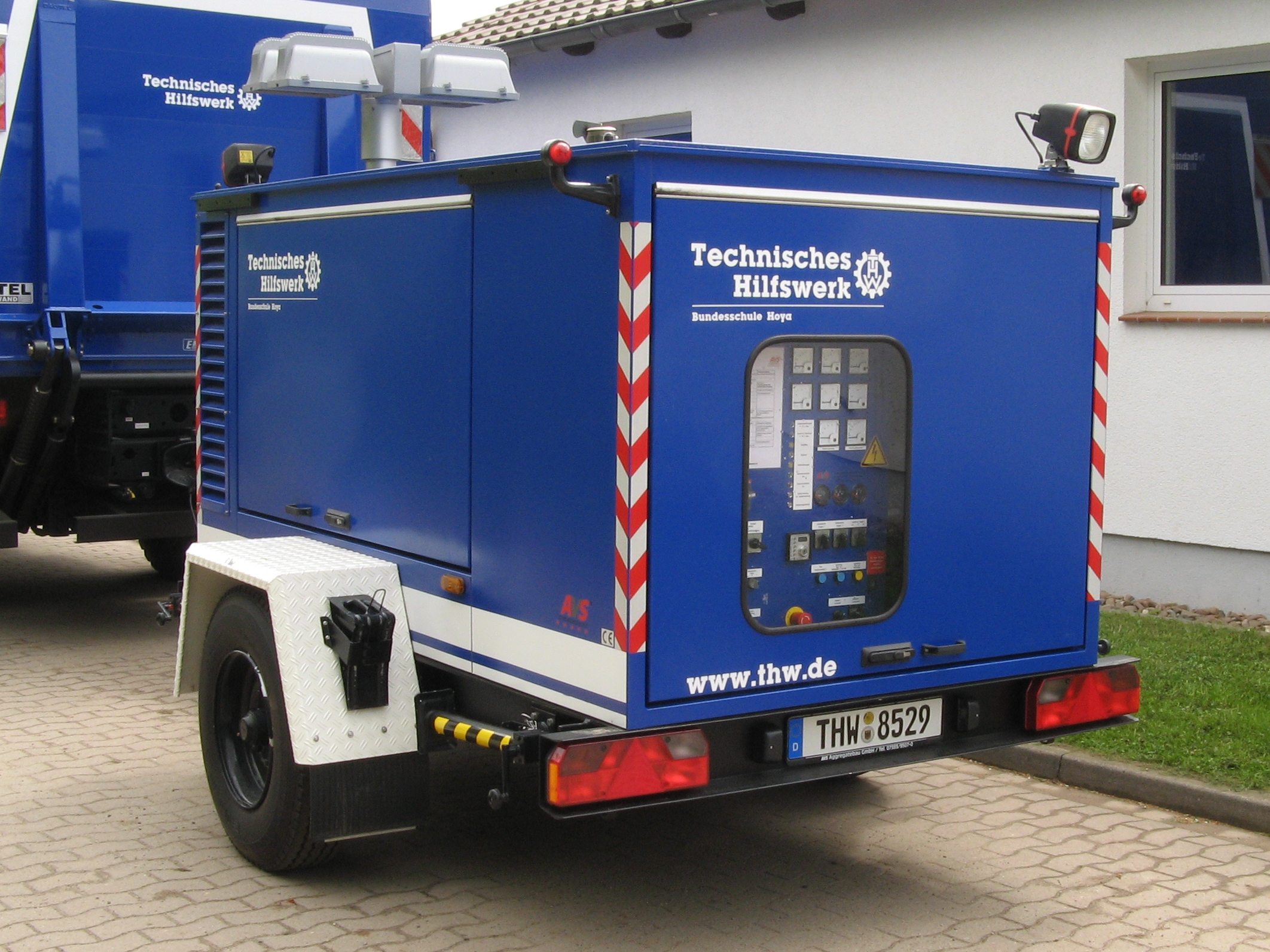
Remorque de la THW avec groupe électrogène

L'Agence fédérale pour le secours technique, Bundesanstalt Technisches Hilfswerk ou THW en allemand, est une agence de lutte contre les catastrophes civiles, fondée le 22 août 1950.

Les plaques d'immatriculation portent l'identifiant THW, suivi d'une série de chiffres : de 8 000 à 8 999 et de 80 000 à 89 999. Récemment, la plage de chiffres disponibles a été étendue avec l'introduction du 9 comme 1er chiffre. Ces numéros sont attribués par l'Autorité d'immatriculation près le Ministère fédéral de l'Intérieur.

La THW dispose également de plaques amovibles qui sont de couleur rouge et dont l'immatriculation débute par THW 06 ---.

## Plaques saisonnières

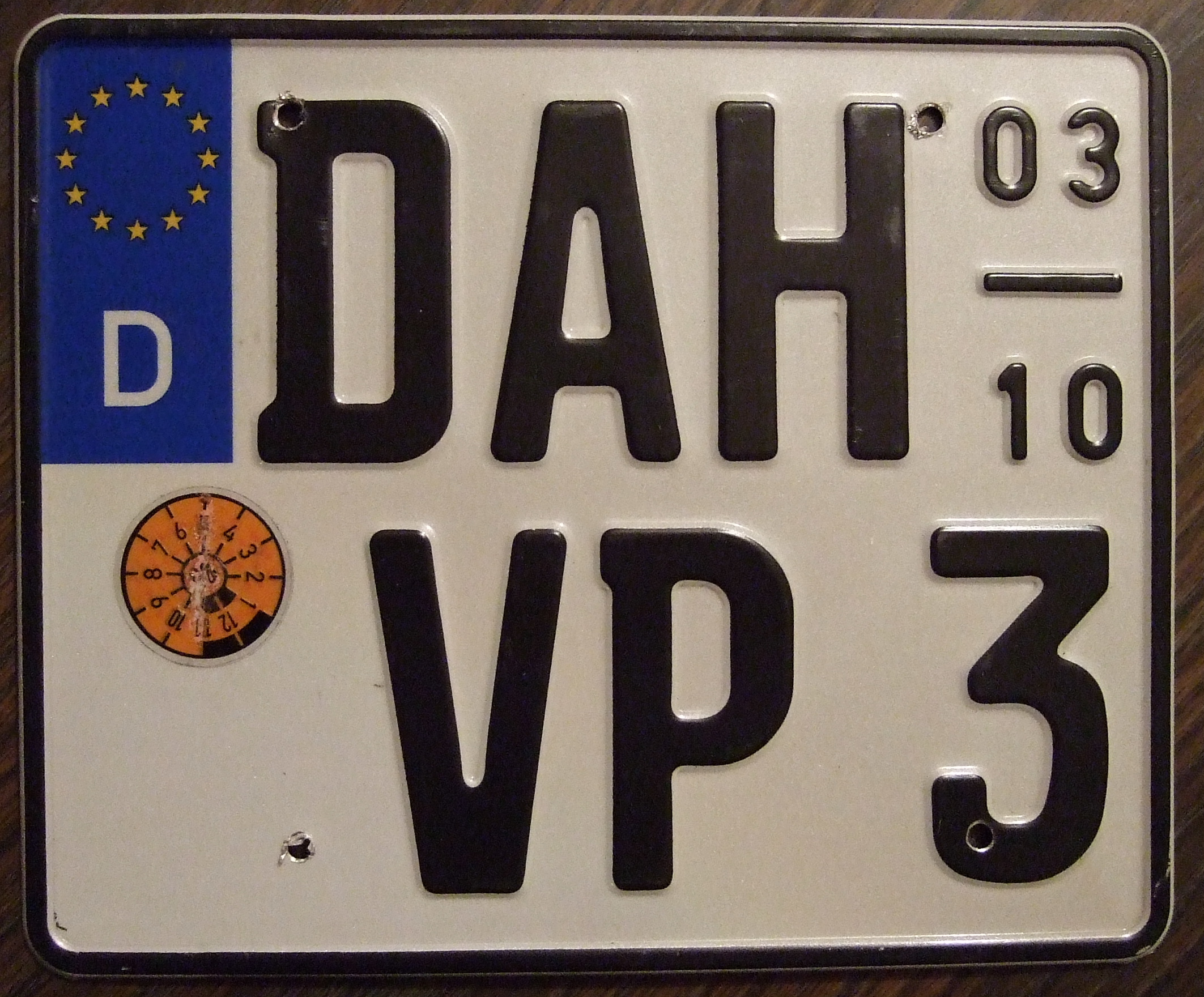
Plaque saisonnière valable du 1er mars au 31 octobre de l'année en cours

La plaque d'immatriculation saisonnière, introduite dans le système allemand en 1995, n'est valable qu'une partie de l'année. La période d'inscription dure de 2 à 11 mois par période de 12 mois, choisis librement. Le début et la fin de la période doivent coïncider avec des mois civils complets. Sur la plaque on trouve deux chiffres de part et d'autre d'un ligne horizontale. Le chiffre du haut indique le mois de début de validité de l'assurance et celui du bas, le mois de fin de validité. Une plaque d'immatriculation saisonnière peut comporter jusqu'à 7 caractères. La huitième place est occupée par la période de validité.
Les véhicules concernés par ce type de plaques sont ceux qui ne sont pas utilisés tout au long de l'année, comme les motos, les cabriolets ou les camping-cars, mais également les véhicules de service hivernaux. Ces véhicules ne peuvent stationner sur la voie publique que s'ils sont assurés, donc pendant la durée de validité de la plaque.

## Plaques amovibles
Depuis le 1er juillet 2012, il est possible de n'avoir qu'une seul numéro d'immatriculation pour deux véhicules. Pendant qu'un véhicule circule, l'autre doit rester au garage. comme on ne peut pas conduire ses deux véhicules en même temps, ces plaques permettent de diminuer les frais d'assurance.

Il y a cependant certaines contraintes : les véhicules doivent être de la même catégorie et le propriétaire doit utiliser des plaques d'immatriculation de mêmes dimensions pour chaque véhicule. Les modifications ne peuvent cependant pas être effectuées simultanément sur les deux véhicules.

## Véhicules de collection

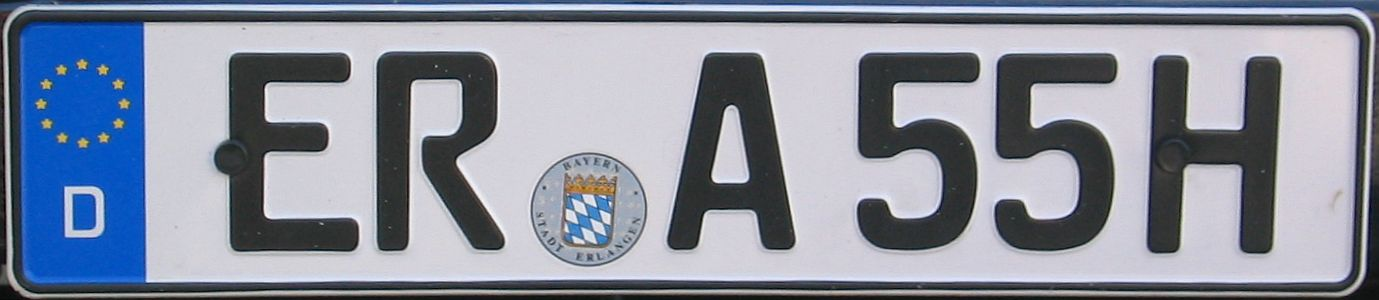
Plaque d'immatriculation d'un véhicule de collection

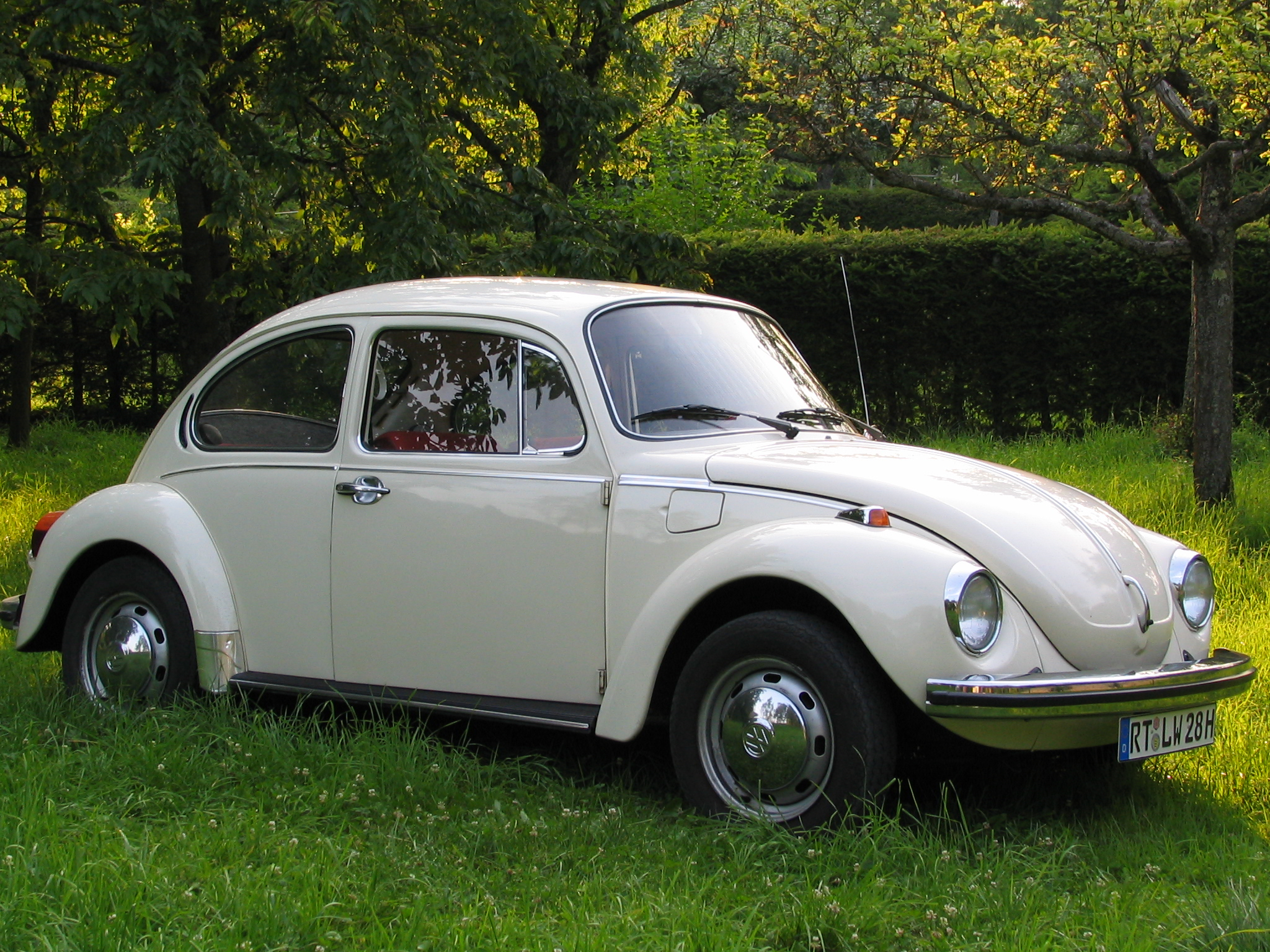
Volkswagen Coccinelle avec une plaque de collection

Les plaques d'immatriculation pour véhicules de collection, appelées H-Kennzeichen sont, comme leur nom l'indique, réservées aux véhicules de collection. Pour entrer dans cette catégorie, un véhicule doit avoir plus de 30 ans, effectuer un examen attestant que ses pièces sont d'époque et être dans un bon état général.

Ainsi, ces plaques ne sont pas délivrées quand :
- une grande partie de composants installés ne sont pas d'origine ;
- un moteur similaire mais plus puissant a été installé ;
- un pot catalytique a été posé ;
- le véhicule est mal entretenu ;
- etc.

Les critères pour l'attribution d'une telle plaque sont appliqués diversement suivant les Länder. Souvent, des écarts sont tolérés par rapport aux critères d'admissibilité exigés.
La plaque d'immatriculation de collection suit le même schéma que les plaques d'immatriculation normales, de l’État fédéral ou diplomatiques. La seule différence est que le caractère final est un « H ». Comme pour toutes les plaques d'immatriculation, il ne peut y avoir que 8 caractères au maximum, donc 7 pour une plaque de collection. Exemple :  AB-E 965H.
Depuis début 2010, à Brême, les plaques de collection peuvent être éditées avec les anciens formats de caractères de la norme DIN 1451 et sur des plaques sans EURO-bande, moyennant un supplément de 100 €.

Entre juillet 2010 et février 2012, le ministère des Transports de Hesse a autorisé l'enregistrement des plaques de collection avec les caractères utilisés avant novembre 2000, au tarif identique à celui de Brême.
Les véhicules de collection peuvent également avoir une plaque d'immatriculation rouge qui commence par 07.

## Véhicules électriques

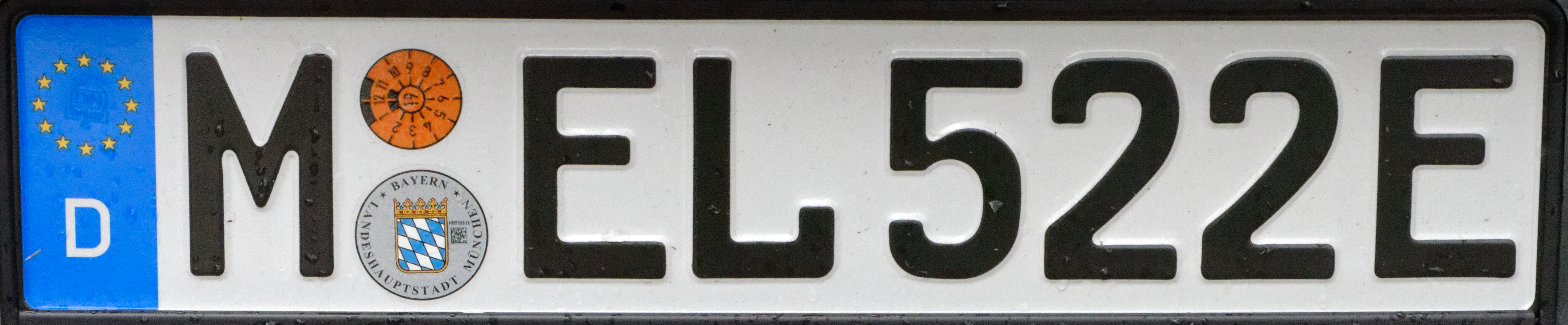
Plaque d'immatriculation d'un véhicule électrique avec le « E » à droite.

Après l'adoption de la loi sur l'électromobilité en 2015, des plaques d'immatriculation spéciales ont été introduites pour les véhicules électriques, les véhicules hybrides rechargeables et les véhicules à pile à combustible. C'est ainsi qu'il a été proposé d'ajouter un « E » à la fin de la plaque d'immatriculation (comme le « H » pour les véhicules de collection), par exemple :  M-HE 198E.Seuls les véhicules émettant un maximum de 50 grammes par kilomètre de dioxyde de carbone ou ceux ayant une autonomie d'au moins 40 kilomètres en tout électrique peuvent arborer le « E » sur la plaque d'immatriculation. D'ailleurs, le « E » n'est qu'un ajout et ne fait pas partie de l'immatriculation.
Le possesseur d'un véhicule étranger qui souhaite bénéficier des avantages liés à ce type de véhicule peut demander une vignette à l'administration, sauf s'il dispose déjà d'une telle vignette dans son propre pays.

## Plaques d'immatriculation aux caractères rouges
Les plaques d'immatriculation rouges sur fond blanc existent depuis les années 1920. Le numéro d'identification ne comporte que des chiffres. 

Les plaques temporaires utilisent le même schéma de numérotation avec des numéros d'identification qui débute par 03 ou 04. Auparavant, leurs caractères étaient également rouges mais aujourd'hui ils sont noirs.

### Plaques en 05 et 06

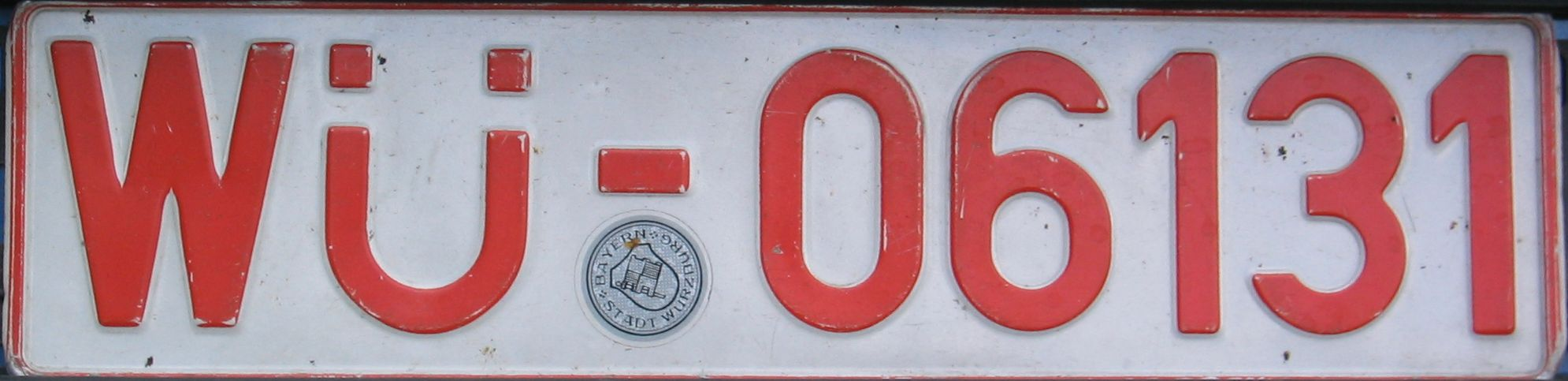
Ancienne plaque rouge de type DIN (arrondissement de Wurtzbourg)

Celles qui commencent par 05 sont réservées aux essais techniques et aux organisations de contrôle pour effectuer des trajets de tests, des vérifications ou des liaisons (§ 16 alinéa 3a du FZV).

Celles qui commencent par 06 sont uniquement destinées aux fabricants de véhicules automobiles, aux fabricants de pièces, aux garages, aux concessionnaires (§ 16 alinéa 3 du FZV).
Chaque véhicule ainsi immatriculé doit être accompagné d'un livret mentionnant ses caractéristiques, détaillées et notées de manière indélébile avant sa première sortie. Le livret doit être dans le véhicule à chaque voyage et présenté aux forces de l'ordre à leur demande. On y inscrit la catégorie de véhicule, le constructeur, le numéro d'identification, l'itinéraire emprunté (début et fin), le nom du conducteur avec son adresse.

### Plaques en 07

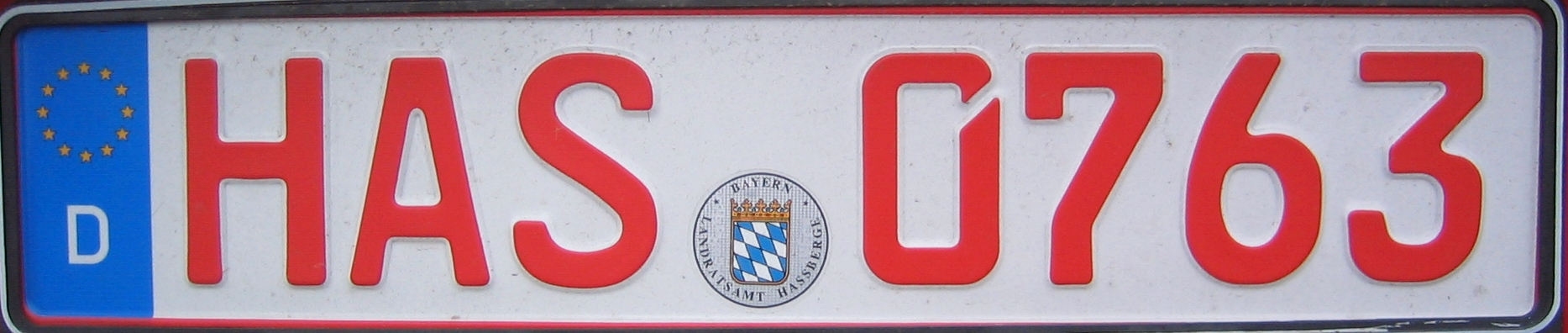
Plaque rouge en 07 (arrondissement de Hassberge)

Contrairement aux plaques en 05 et 06, celles en 07 peuvent être attribuées à des personnes privées mais uniquement pour des véhicules de collection. 

Avec cette plaque, les déplacements avec le véhicule sont limités : essais routiers, balades, vente du véhicule, trajets pour aller à des rassemblements. Pour une utilisation régulière, le véhicule doit avoir une plaque d'immatriculation ordinaire ou une plaque pour véhicule de collection.
Comme n'importe quel autre véhicule, ceux arborant des plaques rouges en 07 peuvent circuler à l'étranger :
- dans tous les États membres de l'UE, à l'exception de Chypre et de Malte ;
- dans d'autres pays européens : Andorre, Biélorussie, Bosnie-Herzégovine, Géorgie, Kazakhstan, Liechtenstein, Macédoine du nord, Monaco, Monténégro, Norvège, Saint-Marin, Serbie, Suisse et Ukraine ;
- en Asie : Bahreïn, Koweït, Iran, Israël, Ouzbékistan, Pakistan, Philippines, Tadjikistan et Turkménistan ;
- en Afrique : Afrique du Sud, Côte d'Ivoire, Congo, Maroc, Niger, Sénégal, Seychelles et Zimbabwe ;
- en Amérique : Brésil, Cuba, Guyana et Uruguay.

## Plaques d'immatriculation aux caractères verts

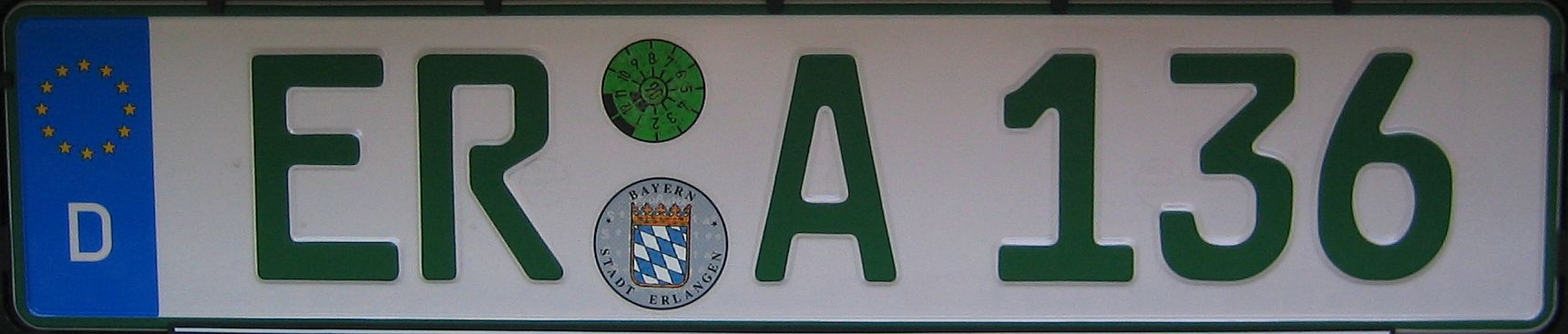
Plaque d'un véhicule exonéré d'impôts (2019)

Les plaques d'immatriculation aux caractères verts sur fond blanc sont identiques aux plaques normales, hormis la couleur des caractères. Ils sont utilisés pour les véhicules exonérés d'impôt, comme les véhicules agricoles, les véhicules des organismes de charité, les véhicules des forains, certains véhicules de travaux publics (par exemple : grues et pompes à béton), certaines remorques (pour bateaux, planeurs, chiens et chevaux).

La plaque d'immatriculation ne peut être délivrée que si l'administration fiscale a donné son accord.

## Plaques temporaires (bandeau jaune)

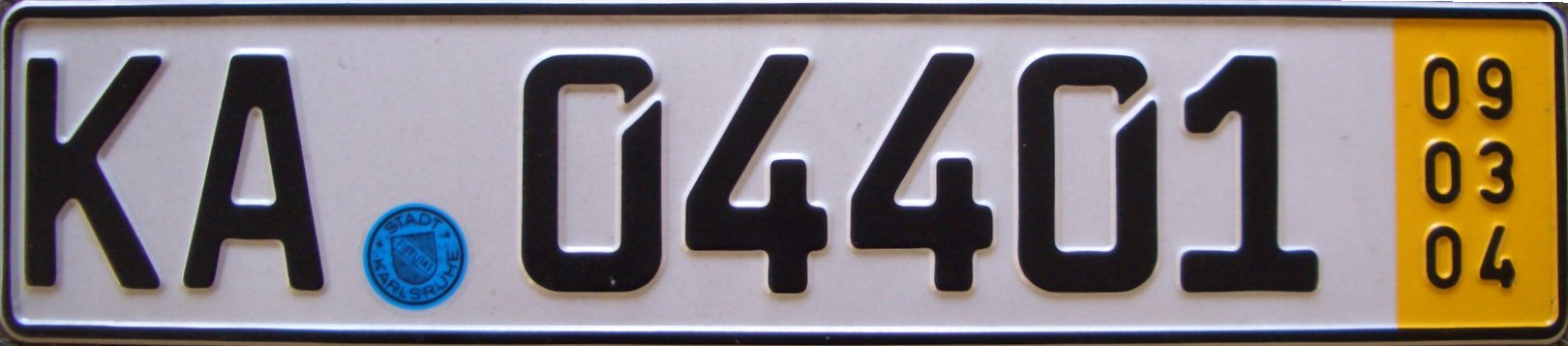
Plaque temporaire de Karlsruhe, expirant le 9 mars 2004

### Délivrance
Les plaques d'immatriculation temporaires sont destinées aux véhicules devant être livrés, aux essais et aux tests (§ 16 du FZV).
Ces plaques ne peuvent être utilisées qu'avec un seul véhicule. Contrairement aux autres plaques d'immatriculation, leur délivrance n'est pas subordonnée à l'obtention du contrôle technique et du contrôle anti-pollution.

Elles sont valables au maximum 5 jours après la date de fin de validité indiquée dans le bandeau jaune se trouvant sur la droite de la plaque. Le jour se trouve en haut, le mois au milieu et l'année en bas, chacun sur 2 chiffres.
Elles sont délivrées sur présentation d'une carte d'identité ou d'un passeport en cours de validité ainsi que d'une attestation d'assurance valable 5 jours. Depuis le 1er novembre 2012, une plaque d'immatriculation temporaire ne peut être délivrée que par le bureau des immatriculations du lieu de résidence du titulaire.

### Aspect
La plaque d'immatriculation ne comporte pas d'EURO-bande sur la gauche. Le numéro d'immatriculation se compose de l'identifiant territorial suivi d'un numéro d'identification qui commence par 03 ou 04 depuis le 1er mars 2007. Le sceau officiel de l'autorité émettrice des plaques est de couleur bleue.

### Étranger
L'attribution d'une plaque d'immatriculation temporaire est une mesure administrative nationale. Ainsi, un véhicule se trouvant à l'étranger (par exemple pour être exporté vers l'Allemagne) ne peut pas obtenir une telle plaque puisque la délivrance à distance est interdite.
En ce qui concerne la circulation hors d'Allemagne d'un véhicule muni de telles plaques, la Commission européenne a clairement indiqué dans sa « Communication interprétative du 14 février 2007 concernant les procédures d'immatriculation des véhicules à moteur originaires d'un autre État membre »
 que le système d'immatriculation temporaire permet de conduire un véhicule pour une courte durée avant d'obtenir une immatriculation définitive et qu'un État membre peut entraver sa circulation en cas d'insécurité routière, de vol ou d'invalidité du certificat.

## Plaques d'exportation (bandeau rouge)

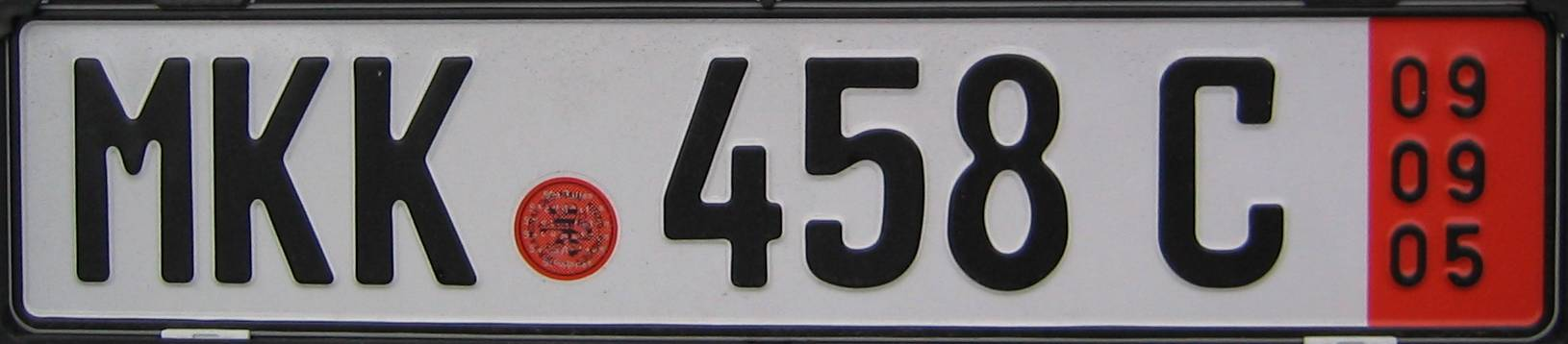
Plaque d'exportation

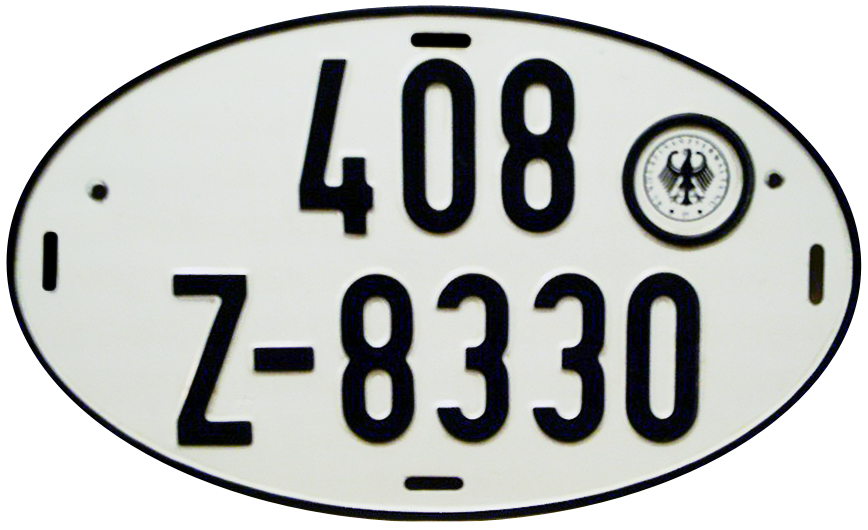
Ancien modèle de plaque d'exportation

Les plaques d'immatriculation d'exportation n'ont pas d'EURO-bande sur leur partie gauche. La date (jour, mois et année) de fin de validité de l'assurance, indiquées avec deux chiffres, figurent respectivement en haut, au milieu et en bas d'un bandeau rouge, situé sur la partie droite de la plaque.
Cette date indique la validité de l'immatriculation et également l'expiration de l'assurance. 

Le véhicule doit avoir été exporté à l'expiration de la date indiquée dans le bandeau rouge et n'a plus le droit de circuler sur les routes allemandes passé cette date. Il est toutefois possible de renouveler une plaque d'exportation en s'en faisant délivrer une autre dans un autre arrondissement. 

La conduite à l'étranger d'un véhicule muni de ces plaques est possible tant que l'on se trouve avant la fin de validité.
La plaque d'immatriculation d'exportation débute par l'identifiant territorial de l'administration qui l'a délivrée (photo : MKK pour l'arrondissement de Main-Kinzig, Main-Kinzig-Kreis en allemand), suivi du sceau officiel en rouge, puis du numéro d'identification. Celui-ci est composé de 2 à 4 chiffres et d'une lettre indiquant la série en cours mais sans signification particulière.
Les anciennes plaques ovales étaient appelées « plaques de douane », parce que pendant des décennies, elles avaient une double fonction :
1. plaque d'exportation dans le sens actuel du terme ;
2. leur fonction réelle, raison pour laquelle elles ont été introduites et qui est la suivante : pour les véhicules étrangers, qui étaient importés en Allemagne, les plaques du pays d'origine devaient être remplacées par des plaques de douane à la frontière. La plaque étrangère était dévissée ou masquée. Quand le véhicule quittait à nouveau l'Allemagne, la plaque de douane était retirée du véhicule à la frontière.

## Plaques diplomatiques
Les numéros d'immatriculation des véhicules diplomatiques ou consulaires ainsi que des membres des organisations internationales et intergouvernementales sont de 3 types différents :
Corps diplomatique
La plaque commence toujours par le chiffre 0 (zéro) qui est suivi du sceau officiel (généralement celui de Berlin) puis de deux chiffres séparés par un trait d'union. Le 1er correspond au code du pays (exemple : 45 pour la France) et le 2d à un numéro d'ordre. Moins celui-ci est élevé, plus le rang du diplomate est important.
Le véhicule doit également arborer un sigle supplémentaire à l'arrière :  (Corps Diplomatique).
Personnels administratifs et techniques des ambassades
Par rapport aux plaques citées précédemment, le 0 (zéro) est remplacé par l'identifiant territorial du district dans lequel le véhicule est immatriculé. Généralement, le dernier chiffre figurant sur la plaque est compris entre 1 et 999 à Bonn et entre 300 et 999 à Berlin.
Corps consulaire
Ce type de plaque d'immatriculation débute par l'identifiant territorial qui est suivi de la vignette de contrôle technique et du sceau officiel. Vient ensuite un nombre de trois à cinq chiffres qui commence toujours par 9. Les numéros d'immatriculations des véhicules des consuls honoraires accrédités en Allemagne sont normaux, sans aucun signe particulier. Toutefois, comme ils sont des diplomates de carrière, ils ont le droit d'apposer sur leurs véhicules le sigle  (Corps consulaire).

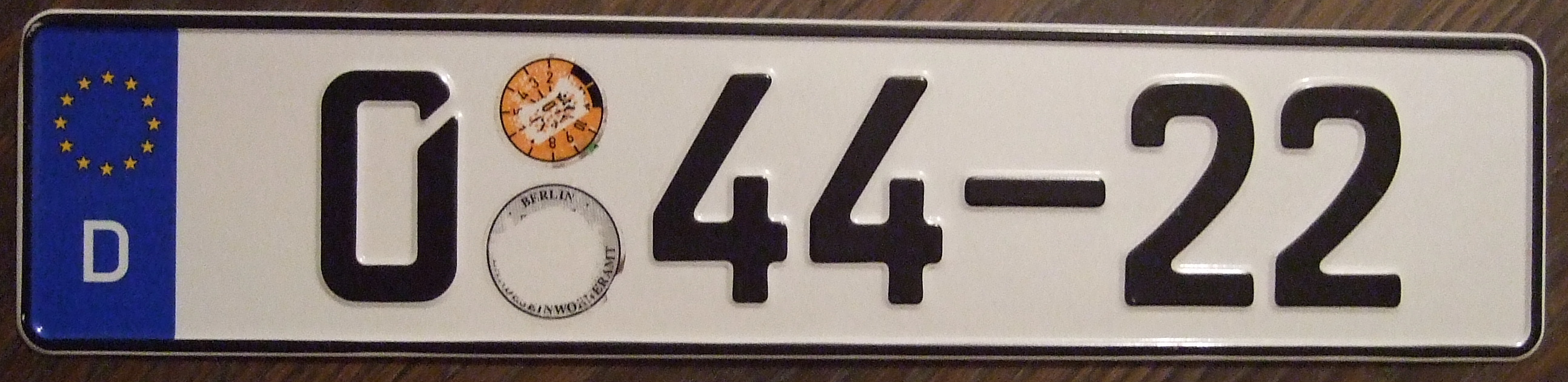
Plaque d'un véhicule de l'ambassade de Finlande
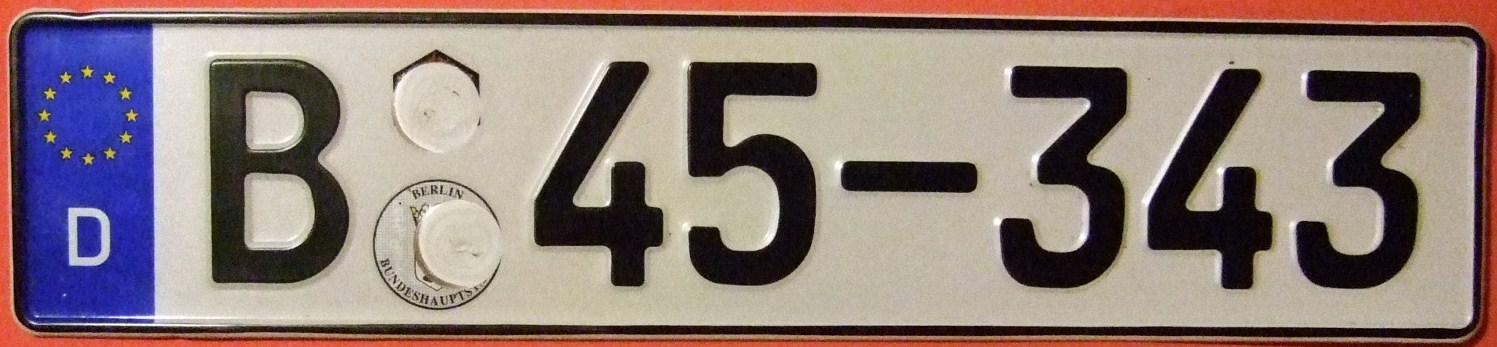
Plaque dépastillée d'un véhicule du personnel administratif et technique de l'ambassade de France à Berlin
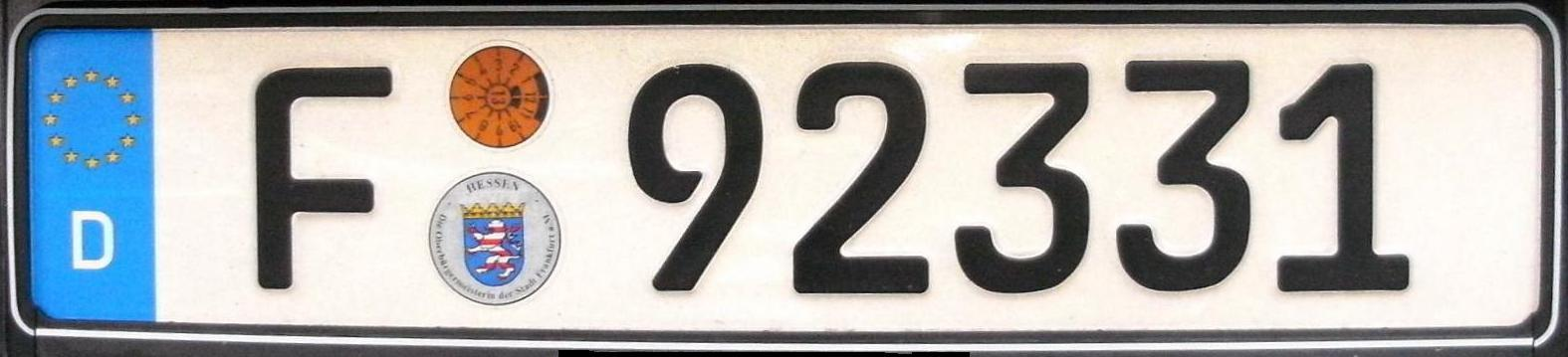
Plaque d'immatriculation à 5 chiffres du véhicule d'un consulat à Francfort (2013)

## Plaques militaires

### Bundeswehr
Pour un article plus général, voir Bundeswehr.

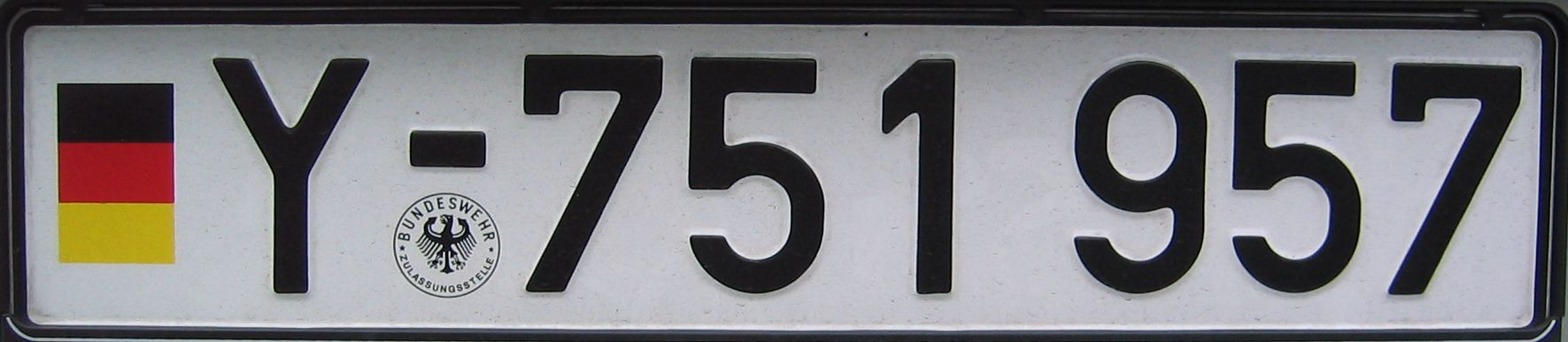
Plaque d'immatriculation de la Bundeswehr

La Bundeswehr a attribué le Y comme identifiant sur ses plaques d'immatriculation à sa création en 1955 car toutes les combinaisons possibles, comme BW, étaient déjà prises. De plus, il était souhaitable que l'identifiant n'ait qu'une seule lettre en raison du manque de place puisque le drapeau allemand figure sur la plaque. Comme aucune grande ville allemande n'a son nom qui débute par X ou Y, ces lettres ont été sélectionnées. C'est au général de brigade Kurt Vogel qu'incomba de prendre la décision. Il choisit le Y.
La plaque d'immatriculation se compose donc du drapeau allemand, du Y, du sceau officiel et d'un numéro d'identification à 6 chiffres.
Le sceau officiel est celui de bureau central des véhicules militaires. Pour des raisons tactiques, il n'est pas réfléchissant.
Pour ces mêmes raisons tactiques, le numéro d'identification est attribué au hasard et ne permet pas d'identifier l'unité ou un type donné de véhicule, comme cela se fait pour d'autres administrations fédérales. Les véhicules blindés sont généralement équipés de plaques autocollantes, le sceau y est alors directement imprimé.

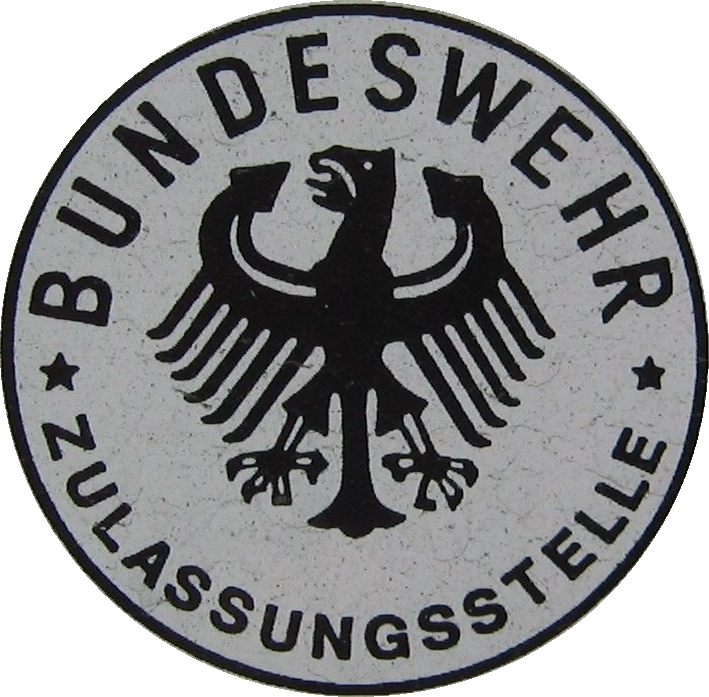
Sceau du bureau des immatriculations de la Bundeswehr apposé sur les plaques

La Bundeswehr dispose également de plaques à caractères rouges commençant par 04 ou 06 pour les essais de véhicules et par 01 pour les véhicules prêtés ou loués.
Certains véhicules de la Bundeswehr sont loués en leasing via un organisme dédié appelé BwFuhrparkService. Son siège est à Troisdorf, dans l'Arrondissement de Rhin-Sieg dont l'identifiant territorial est SU. Ces numéros d'immatriculations sont donc du type SU BW ---. Ainsi, si l'on ne connait pas la combinaison de ces lettres, on ne peut pas savoir qu'il s'agit d'un véhicule militaire.
Les caractères figurant sur les plaques d'immatriculation de la Bundeswehr sont restées à l'ancien format DIN et n'ont pas été modifiées avec l'arrivée des plaques EURO.

### Plaques de l'OTAN
Pour un article plus général, voir Organisation du traité de l'Atlantique nord.
Les véhicules rattachés au siège international de l'OTAN en Allemagne ont des plaques d'immatriculation du format X - 1234: elles débutent par un X, suivi d'un numéro à 4 chiffres.

Comme pour les plaques de la Bundeswehr qui débutent par Y, celles de l'OTAN utilisent l'ancienne police de caractères DIN et les sceaux ne sont pas réfléchissants. Ces derniers sont identiques à ceux de la Bundeswehr dont ils portent la mention.

Il existe également des plaques temporaires (rouges sur fond blanc) qui débutent par X.

### Militaires étrangers en Allemagne

#### États-Unis

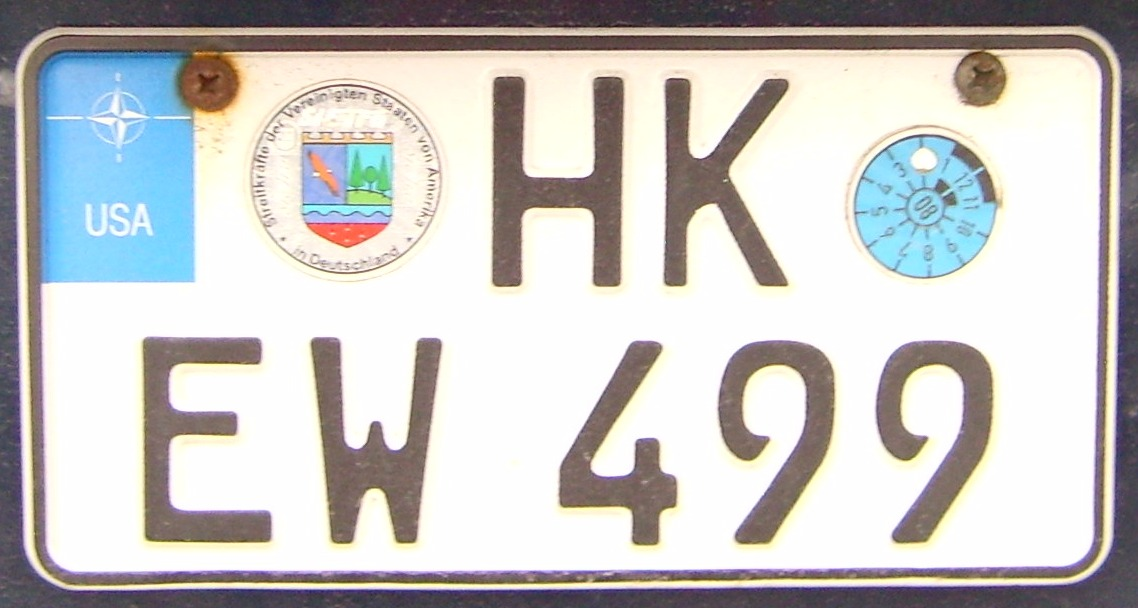
Ancienne plaque des forces armées américaines en Allemagne (jusqu'en 2009)
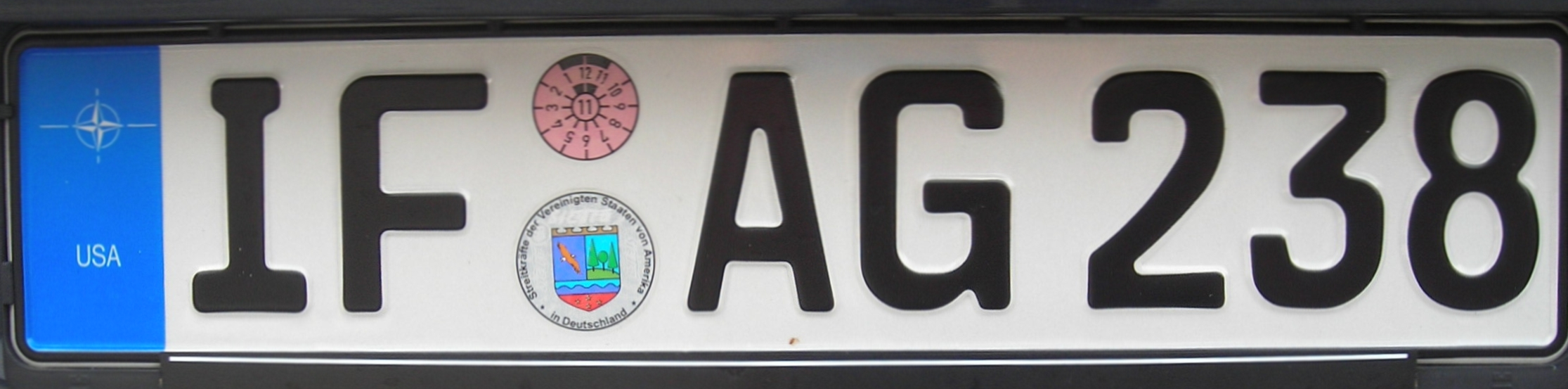
Plaque actuelle
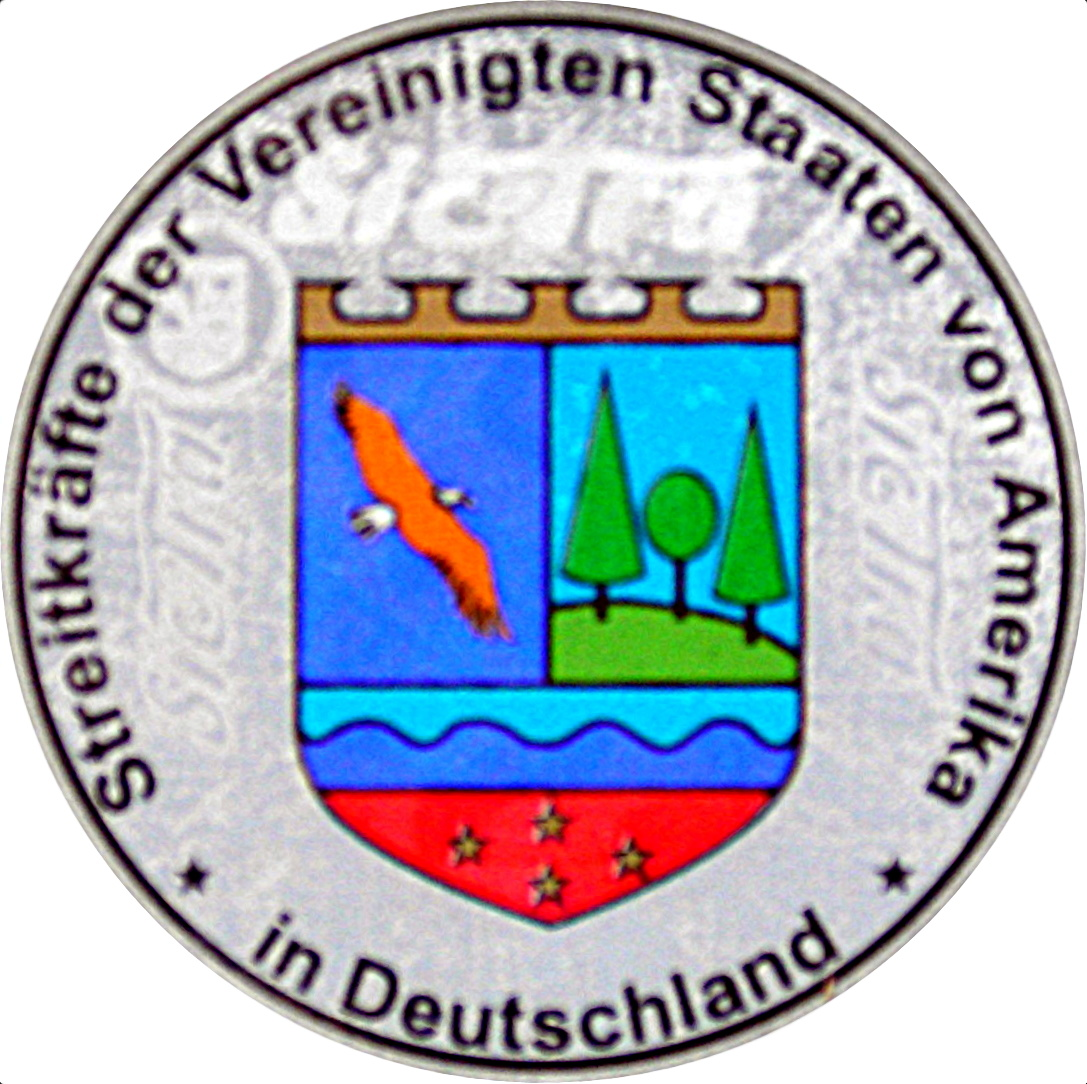
Détail du sceau officiel
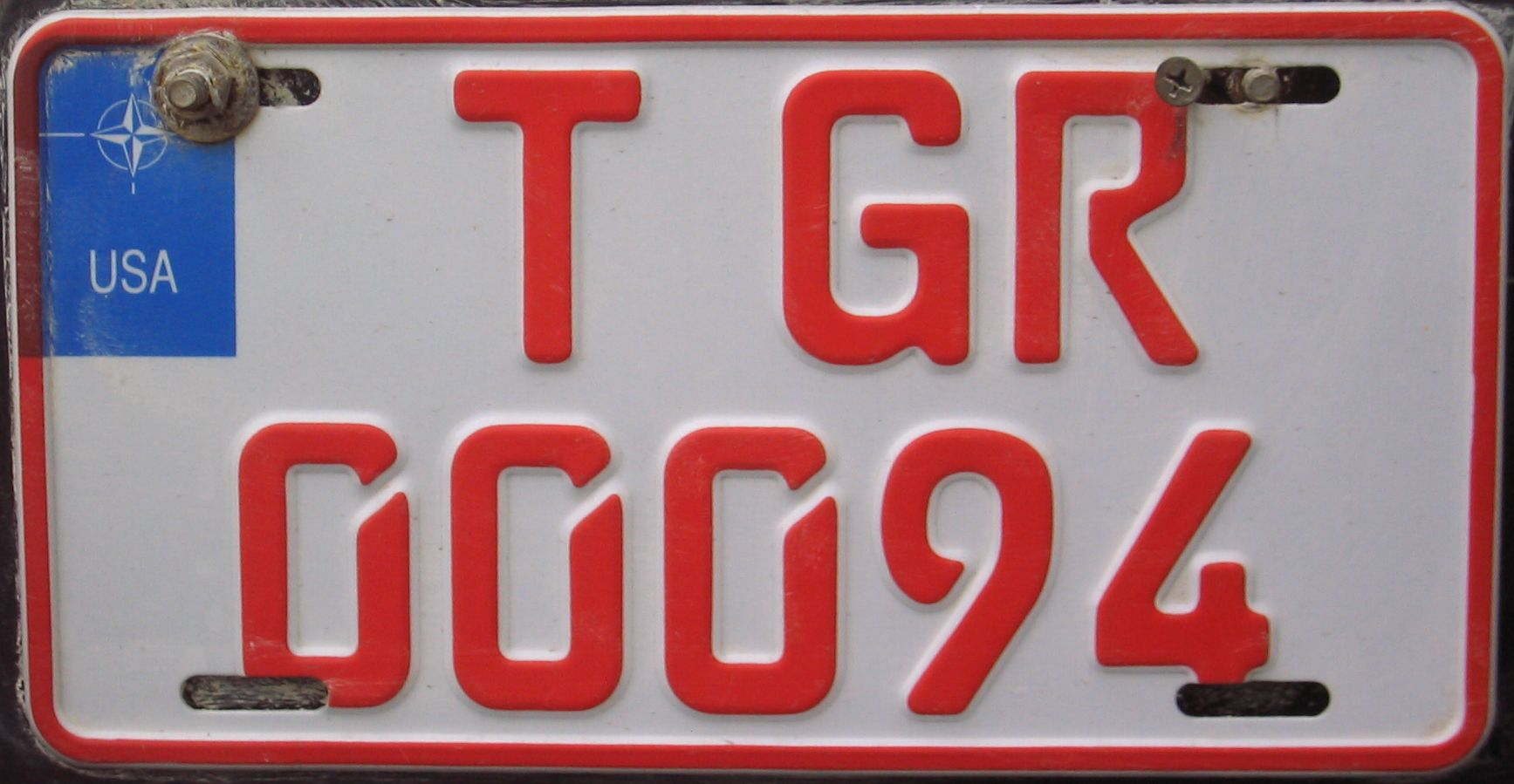
Plaque temporaire (GR = Grafenwöhr)

Des soldats américains stationnent sur de nombreuses bases en Allemagne, la plus connue et la plus grande étant Ramstein Air Base.
Entre 2000 et 2005, ils disposaient de plaques d'immatriculation classiques où la bande EURO était modifiée : à la place du drapeau européen figurait le logo de l'OTAN et D était remplacé par USA. Les identifiants territoriaux étaient spécifiques et variaient selon le lieu d'implantation de la garnison : AD, AF ou HK.

Depuis fin 2009, les militaires ont des plaques allemandes normales pour leurs véhicules privés, ceci pour des raisons de sécurité. Pour les véhicules de service, les plaques sont spécifiques et débutent par IF.
Il existe également des plaques d'immatriculation temporaires (rouge sur fond blanc) qui débutent par T et qui sont suivies d'une ou deux lettres qui permettent d'identifier la garnison.
| Abréviation | Garnison      | Abréviation | Garnison       |
| ----------- | ------------- | ----------- | -------------- |
| T A         | Augsbourg     | T HS        | Hohenfels      |
| T BA        | Bamberg       | T I         | Ingolstadt     |
| T BH        | Baumholder    | T K         | Kaiserslautern |
| T BR        | Bruchsal      | T MA        | Mannheim       |
| T BW        |               | T S         | Stuttgart      |
| T GK        | Geilenkirchen | T SP        | Spangdahlem    |
| T GR        | Grafenwöhr    | T SW        | Schweinfurt    |
| T H         | Heidelberg    | T W         | Wiesbaden      |

#### France

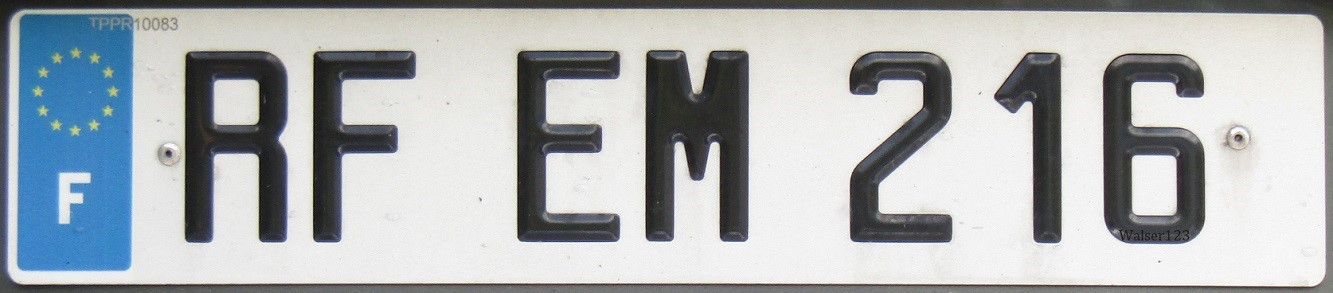
Plaque d'immatriculation d'un militaire français stationné en Allemagne

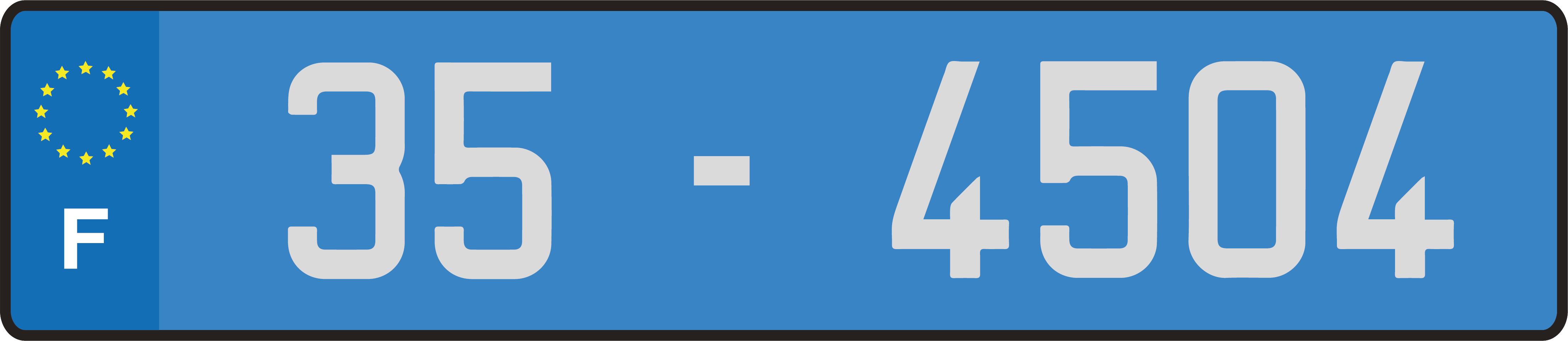
Plaque d'immatriculation d'un militaire français stationné en Allemagne (modèle avant 2017).

Le personnel des Forces françaises et éléments civils stationnés en Allemagne (FFECSA) disposait pour la distinction de ses véhicules d'une plaque bleue composée de 6 chiffres : « .. - .... », admise jusqu'au 31 août 2017. Le nouveau format est une plaque avec texte noir sur fond blanc de type « RF .. NNNN », les .. représentant 2 lettres et NNNN représentant 2 à 4 chiffres.

### Militaires allemands à l'étranger
Les militaires étrangers, dont des allemands, qui stationnent en France ont des plaques d'immatriculation de la forme « DF .... ». DF (pour Douanes Françaises) est invariant et suivi d'un nombre d'au plus 4 chiffres. Le 1er chiffre permettent d'identifier la zone de rattachement du militaire : de 0 à 3 pour Paris, 4 pour le Var et de 6 à 9 pour l'Eurocorps à Strasbourg. Les 3 chiffres suivants correspondent au numéro d'ordre. 

Arrivés en fin de séquence, ces numéros sont réattribués.

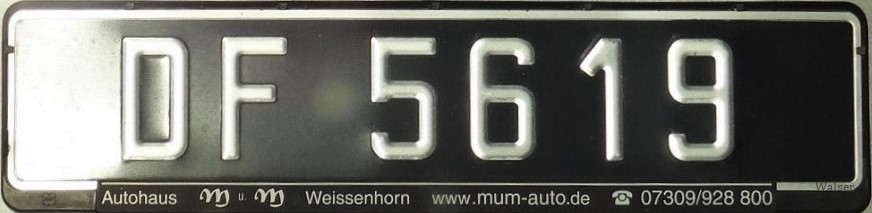
Plaque d'immatriculation d'un militaire allemand stationné en France

## Divers

### Numéros indésirables

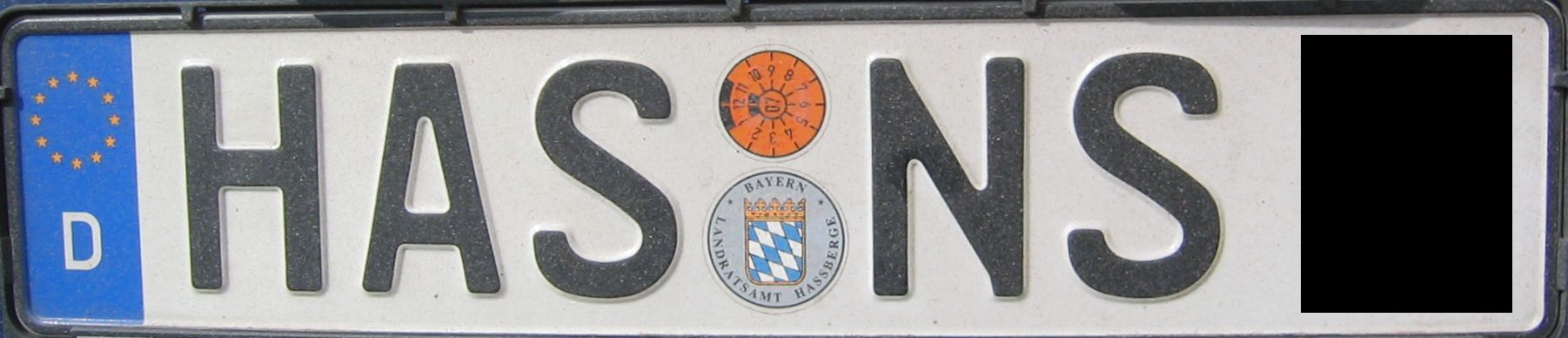
Exemple d'une plaque indésirable qui fut néanmoins accordée, ici "NS" pour Nationalsozialismus, Nazisme en français)

Selon le paragraphe 8 du règlement allemand sur l'immatriculation des véhicules, les identifiants territoriaux, les numéros d'identification ou les combinaisons de ceux-ci qui violent la décence ne sont pas admissibles sur les plaques d'immatriculation.

Ainsi, les abréviations faisant référence à des organisations nazies sont interdites :
- HJ : Hitlerjugend (Jeunesses hitlériennes) ;
- KZ : Konzentrationslager (camp de concentration) ;
- NS : Nationalsozialismus (nazisme) ;
- SA : Sturmabteilung (Section d'assaut) ;
- SD : Sicherheitsdienst, service de renseignements de la SS ;
- SS : Schutzstaffel.

Les combinaisons entre identifiant territorial et numéro d'identification qui pourraient aboutir aux termes ci-dessus sont également interdites. Par exemple, à Stuttgart (dont l'identifiant territorial est S), le numéro d'identification ne peut pas commencer avec les lettres A, S et D. Et à Cologne (Köln en allemand), le Z n'est pas attribué car il suivrait le K.
La combinaison HH, que l'on pourrait interpréter ici comme Heil Hitler en référence au salut nazi, est l'identifiant territorial de Hambourg (Hansestadt Hamburg) et est permise dans les numéros d'identification.
D'autres combinaisons identifiant territorial / numéro d'identification sont interdites :
- HEI-L dans l'arrondissement de Dithmarse en référence au mot employé dans le salut hitlérien[17] ;
- N-PD à Nuremberg ou NP-D dans l'arrondissement de Prignitz-de-l'Est-Ruppin, en référence au Nationaldemokratische Partei Deutschlands, parti d'extrême-droite ;
- WAF-FE (qui signifie arme) dans l'arrondissement de Warendorf ;
- IZ-AN (NAZI à l'envers) dans l'arrondissement de Steinburg ;
- etc.

### Plaques personnalisées

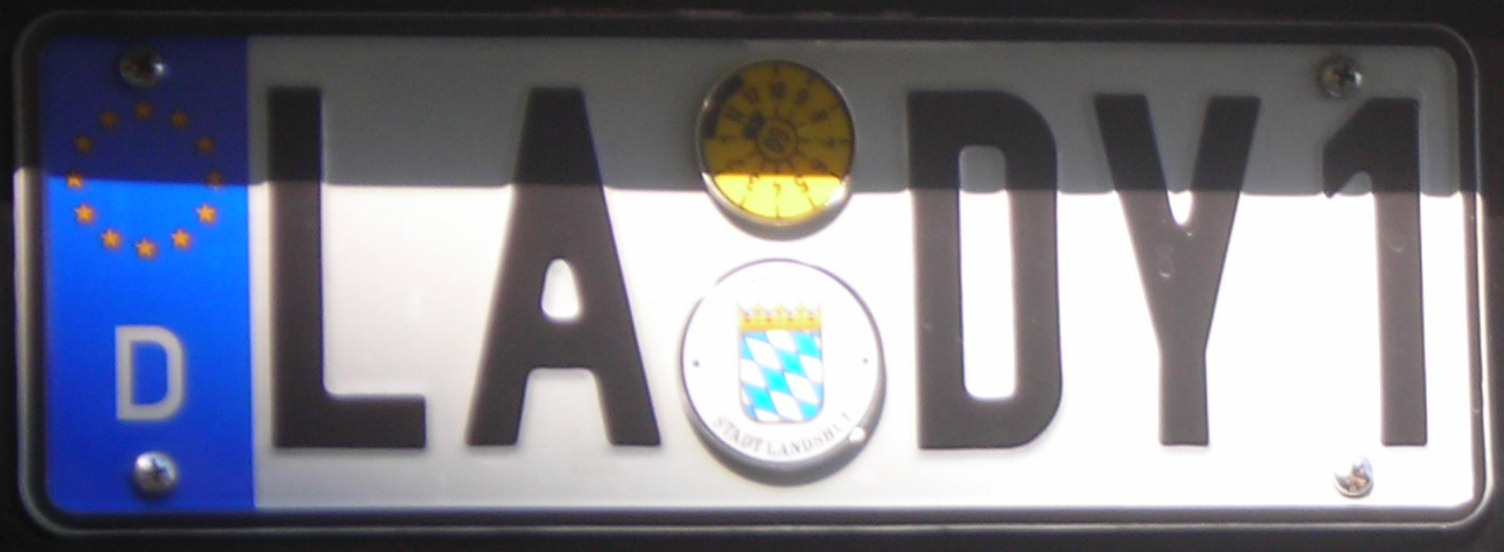
Exemple d'une plaque personnalisée, "LADY", de la ville de Landshut en Bavière.

Depuis au moins 1994, il est possible, moyennant une somme forfaitaire de 10,20 €, de se faire délivrer une plaque d'immatriculation personnalisée, sous réserve du respect de deux conditions :
- que l'identifiant territorial soit bien celui qui correspond au domicile du propriétaire du véhicule ;
- que l'immatriculation souhaitée ne soit pas indésirable (cf. ci-dessus).

Plusieurs administrations offrent même la possibilité d'effectuer une réservation en ligne sur internet en payant un supplément de 2,60 €.

### Plaques d'assurances (pour les véhicules non soumis à immatriculation)

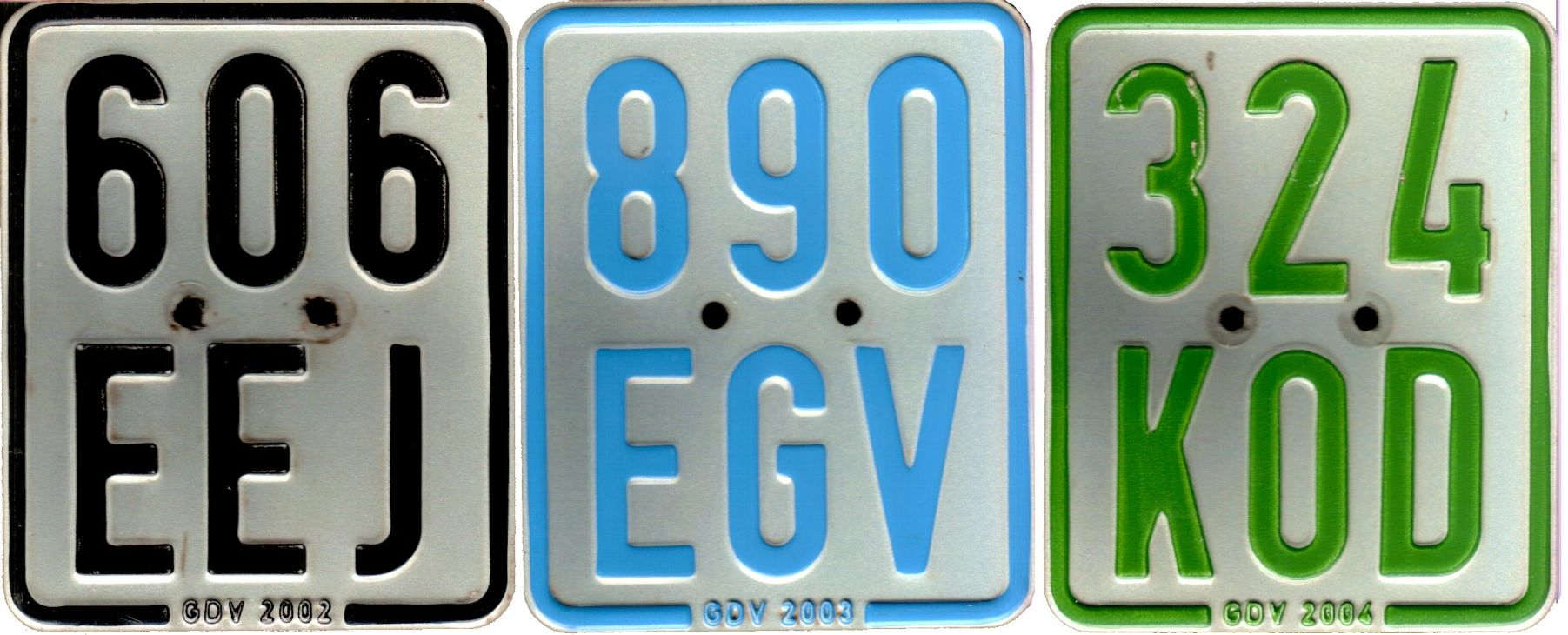
Plaques d'assurances.

Les cyclomoteurs, les scooters et les véhicules automobiles légers comme les fauteuils roulants électriques doivent arborer une plaque d'immatriculation à l'arrière. Elle est valable du 1er mars à la fin du mois de février de l'année suivante (période qui correspond à la validité de l'assurance) et la couleur des caractères change chaque année : noir, bleu, vert. L'année de validité est mentionnée au bas de la plaque. Ainsi, il n'est pas possible d’utiliser une ancienne immatriculation 3 ans plus tard. Ces plaques peuvent être acquises auprès des banques ou des compagnies d'assurance. 

Le numéro d'immatriculation est constitué de 3 chiffres et 3 lettres, disposées sur deux lignes. Le format est beaucoup plus petit que celui d'une plaque d'immatriculation ordinaire. La police de caractères est du type DIN 1451. Ce numéro n'est pas spécifiquement lié au véhicule, mais est attribué au hasard. Grâce aux lettres, on peut identifier la compagnie d'assurance. 

Au bas de la plaque d'immatriculation, juste avant l'année, figure le nom de la compagnie d'assurance.
Les professionnels peuvent bénéficier de plaques à caractères rouges dans le cadre d'essais. 

Couleurs des plaques d'immatriculation au 1er mars de chaque année :
| Couleur         | Année | Année | Année | Année | Année | Année | Année | Année | Année | Année | Année | Année |
| --------------- | ----- | ----- | ----- | ----- | ----- | ----- | ----- | ----- | ----- | ----- | ----- | ----- |
| Noir (RAL 9005) | 1990  | 1993  | 1996  | 1999  | 2002  | 2005  | 2008  | 2011  | 2014  | 2017  | 2020  | 2023  |
| Bleu (RAL 5012) | 1991  | 1994  | 1997  | 2000  | 2003  | 2006  | 2009  | 2012  | 2015  | 2018  | 2021  | 2024  |
| Vert (RAL 6010) | 1992  | 1995  | 1998  | 2001  | 2004  | 2007  | 2010  | 2013  | 2016  | 2019  | 2022  | 2025  |